# Geislingen an der Steige

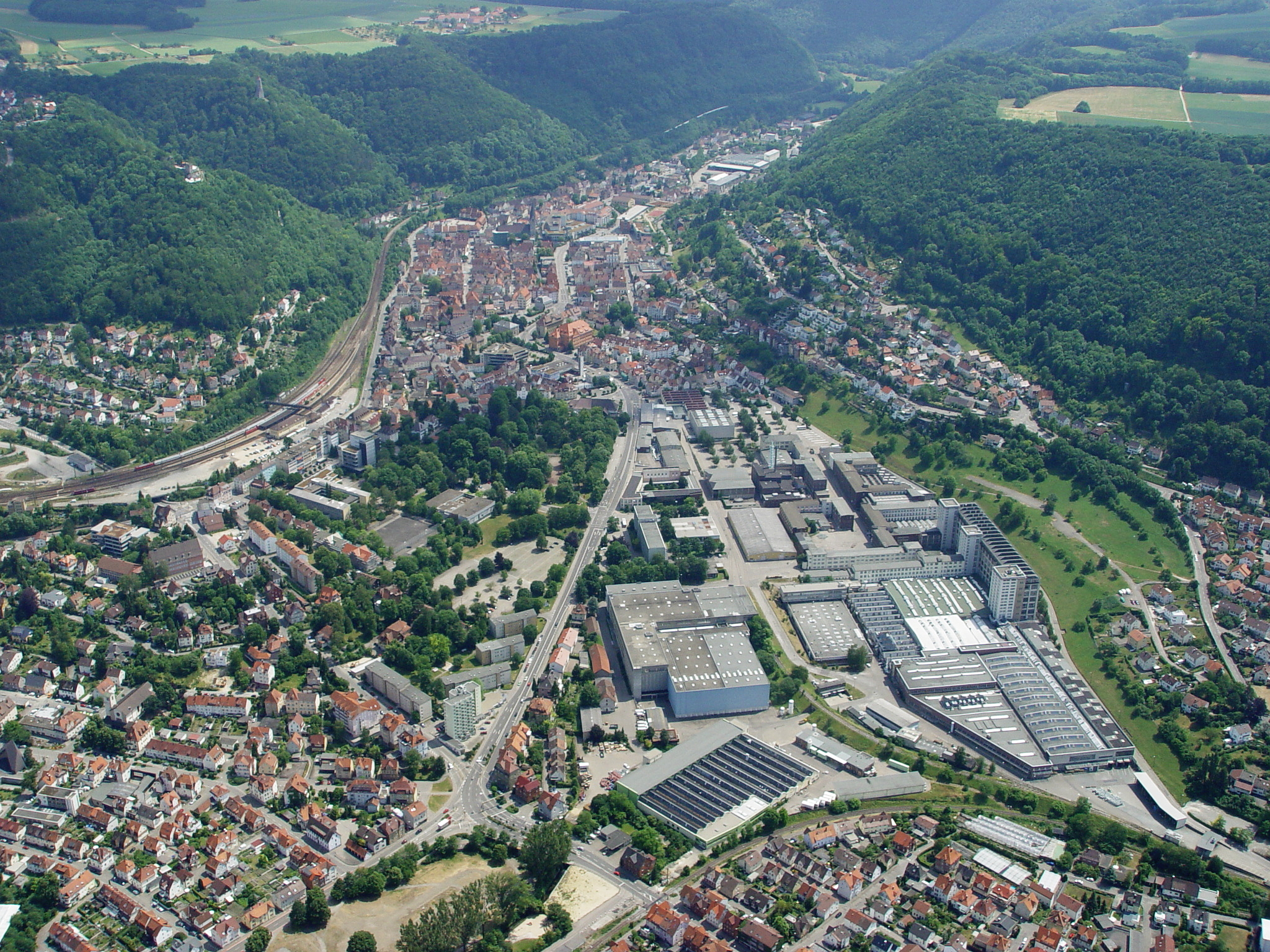
Luftbild von Norden mit Blick über das WMF-Gelände, die Geislinger Altstadt und das Rohrachtal mit der Geislinger Steige

Geislingen an der Steige ist eine Stadt in Baden-Württemberg, im Südosten der Region Stuttgart etwa 15 km südöstlich von Göppingen bzw. 27 km nordwestlich von Ulm. Sie ist nach der Kreisstadt Göppingen die zweitgrößte Stadt des Landkreises Göppingen und bildet ein Mittelzentrum für die umliegenden Gemeinden.
Geislingen an der Steige ist seit 1956 mit Inkrafttreten der baden-württembergischen Gemeindeordnung Große Kreisstadt. Mit den Gemeinden Bad Überkingen und Kuchen hat Geislingen eine Verwaltungsgemeinschaft vereinbart.

## Geographie

### Geographische Lage

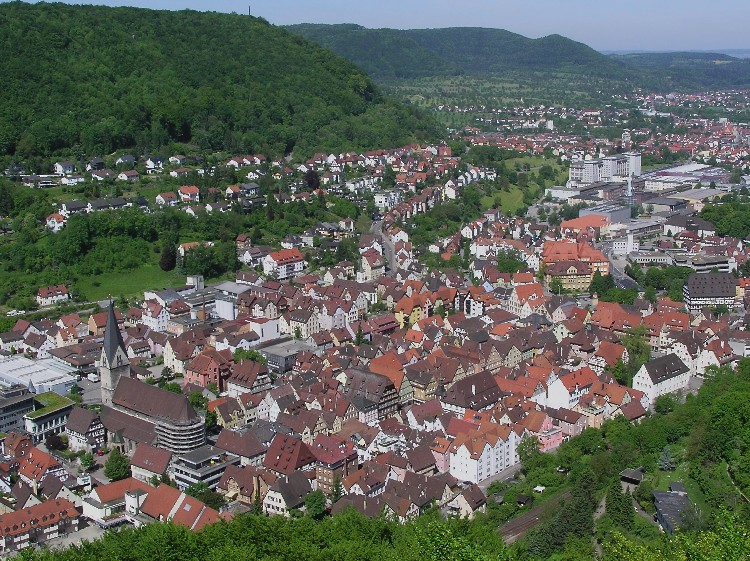
Blick vom Ödenturm auf Geislingen

Geislingen an der Steige liegt am Rand der Mittleren Schwäbischen Alb, bereits hinter den Albtrauf zurückgesetzt im Tal der Fils. Die Stadt und ihr Vorort Altenstadt liegen in einem Talkessel, der durch das Zusammentreffen verschiedener Täler entstanden ist. Geislingen nennt sich deshalb auch Fünftälerstadt (Täler der oberen und unteren Fils, Eyb, Rohrach und des Längentalbaches). Die im Filsursprung entspringende Fils tritt von Bad Überkingen kommend (Oberes Filstal) im Südwesten in das Stadtgebiet ein, wendet sich dann bei Altenstadt nach Nordwesten und verlässt es wieder in Richtung Kuchen (Unteres Filstal).

### Geologie

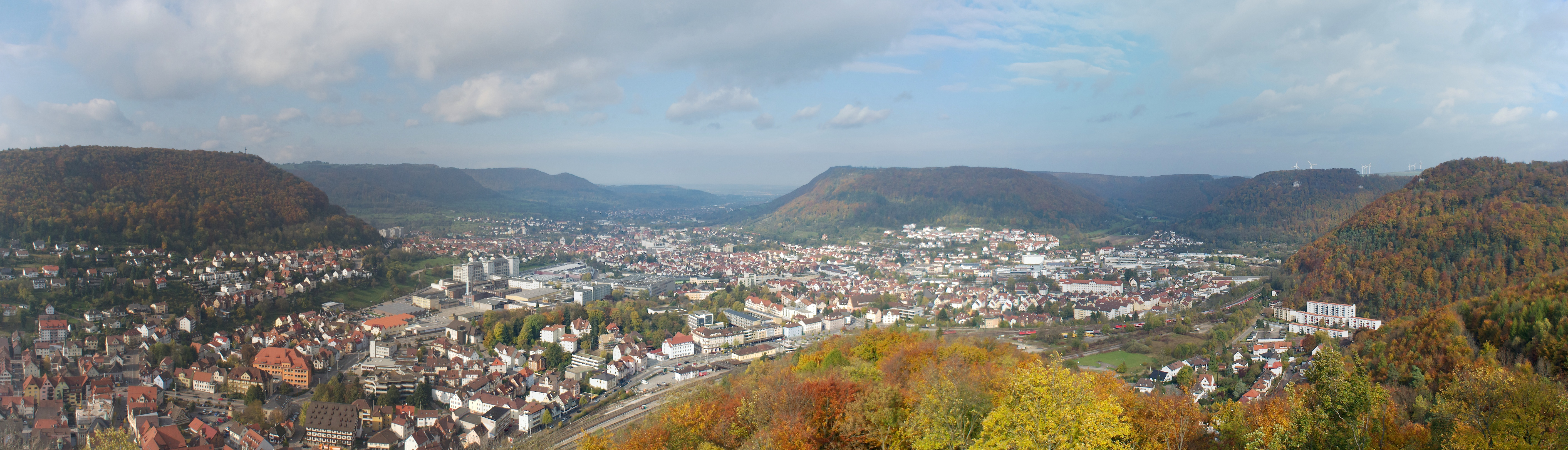
Panorama von der Ruine Helfenstein aus gesehen

Geislingen ist durch seine Lage am Albtrauf und damit durch den Weißjura der Alb mit ihren Karsterscheinungen geprägt. Die Stadt liegt an der Schnittstelle bedeutender geologisch-fluvialer Entwicklungen der letzten 25 Millionen Jahre.
Vor rund 24 Millionen Jahren (Oberes Miozän) entwässerte eine sogenannte Ur-Lone etwa entlang der heutigen Täler des Neckars, der Fils, der Rohrach und der Lone entgegen den heutigen Richtungen nach Süden bis zu einem Meer, das bis nach Westerstetten (elf Kilometer südlich nach der Geislinger Steige) reichte (vgl. Klifflinie). Eine Ur-Fils (Hasental-Wiesensteig-Geislingen) mündete bei Geislingen in dieses Flusssystem. Erosionsabbau des Albtraufs nach Süden und verstärkte Krustenaufwölbungen vor ca. elf Millionen Jahren (Oberes Miozän) trennte weit nördlich von Geislingen die Ur-Lone in einen südlichen Teil (Ur-Eyb, Ur-Fils, Ur-Lone) und eine Rheinische Ur-Fils. Die Rheinische Ur-Fils drang durch ständige rückschreitende Erosion bis nach Geislingen vor, wo es im „erdgeschichtlichen Gestern“ (Riß-Kaltzeit) schließlich zur Flussanzapfung der Ur-Eyb und der Ur-Fils kam. Eyb und Fils entwässern seitdem nach Norden zum Neckar. In der Folge fiel das Tal der Ur-Lone südlich von Geislingen trocken. Der Abschnitt Steighof – Urspring ist mit bis zu 400 Meter auch heute noch ein verhältnismäßig breites Trockental. Geislingen liegt mit seiner Höhe von 400 bis 465 Metern rund 170 Meter unterhalb des Niveaus des Lonetals. Fortschreitende Verkarstung hat auch den obersten Talabschnitt der Ur-Fils (das Hasental oberhalb der Fils-Quelle) trockenfallen lassen.
Zu den genannten geologischen Entwicklungen siehe Filsursprung.
Der heute ca. acht Kilometer lange, südlich von Geislingen bei Steighof entspringende Bach Rohrach gräbt durch rückschreitende Erosion den Teil der Ur-Lone bei Amstetten und dem Langental weiter an. Das untere Tal des Baches mit der Altstadt, durch das die Geislinger Steige führt und weite Teile des heutigen Talkessels von Geislingen sind vom Erosions-Hangschutt und von bis zu 20 Meter dicken karsttypischen Kalktuffablagerungen geprägt. Die vor- und frühgeschichtliche Besiedlung konzentrierte sich auf diese alten Kalktuffbarren. Auch die Lage der Altstadt ist davon geprägt.

### Schutzgebiete
Teile des Geislinger Stadtgebiets gehören zu den FFH-Gebieten 7423-342 Filsalb, das eine Größe von 5.430 Hektar hat und 7324-341 Eybtal bei Geislingen mit 1.826 Hektar, sowie auch zum Vogelschutzgebiet 7422-441 Mittlere Schwäbische Alb, das 39.597 Hektar groß ist.
In diese europaweit bedeutsamen Schutzgebiete sind sowohl die Naturschutzgebiete
- 1105-Rohrachtal,
- 1212-Eybtal mit Teilen des Längen- und Rohrachtales und
- 1248-Vögelestal und Oberes Lontal

als auch die Landschaftsschutzgebiete
- 1.17.044 Wagrain,
- 1.17.047 Hungerbrunnental,
- 1.17.050 Vögelestal mit Umgebung und
- 1.17.063 Hungerberg-Schildwacht

weitgehend integriert.

### Nachbargemeinden
Folgende Städte und Gemeinden grenzen an die Stadt Geislingen an der Steige. Sie werden im Uhrzeigersinn beginnend im Osten genannt:

Gerstetten (Landkreis Heidenheim), Amstetten (Württemberg) und Nellingen (Alb-Donau-Kreis) sowie Deggingen, Bad Überkingen, Kuchen, Donzdorf und Böhmenkirch (alle Landkreis Göppingen)

### Stadtgliederung

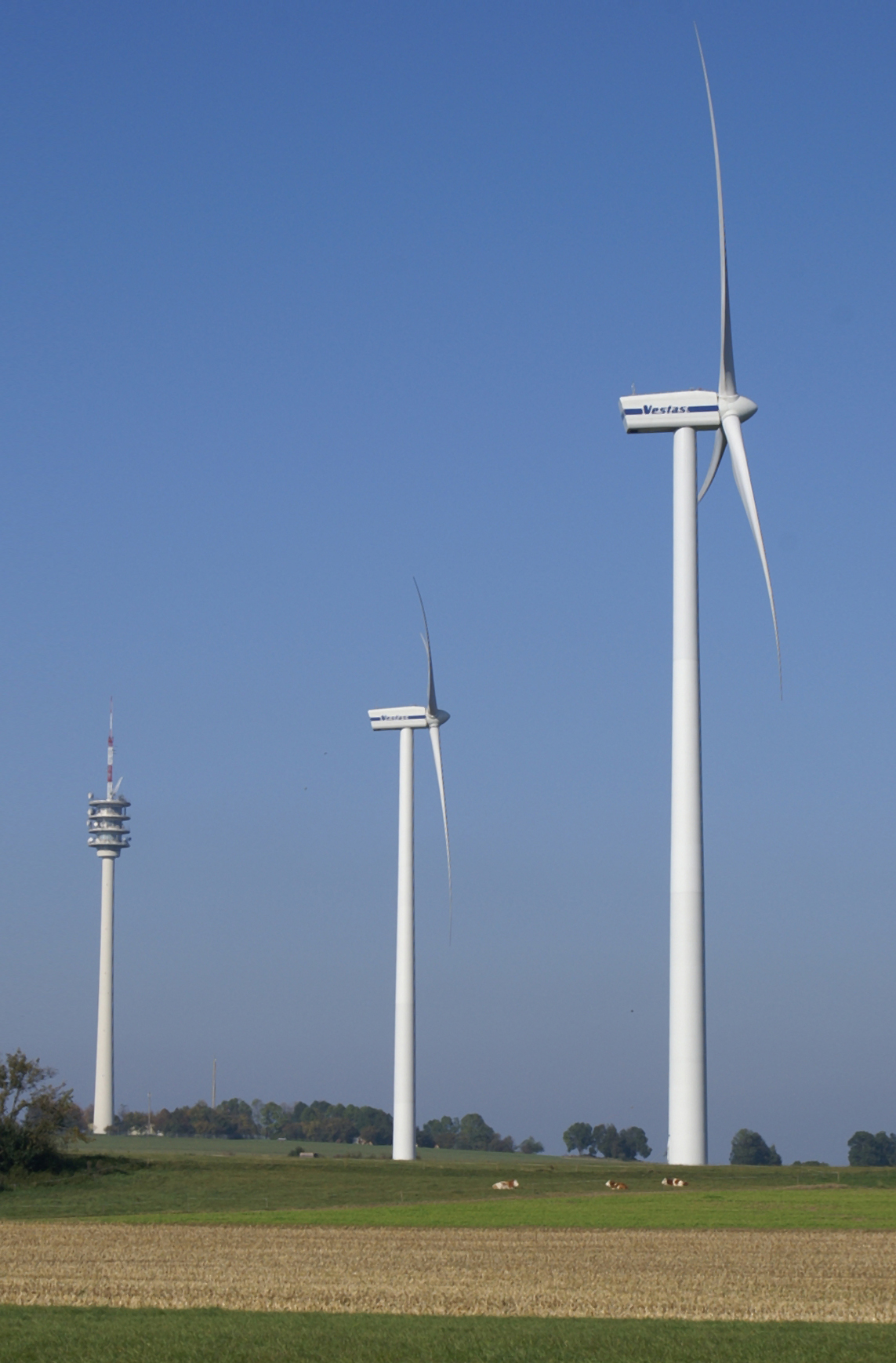
Funkturm Aufhausen

Das Stadtgebiet Geislingens besteht aus der Kernstadt, zu der auch die 1912 eingegliederte und inzwischen vollständig mit dem Stadtzentrum verwachsene Gemeinde Altenstadt (historisch betrachtet die Vorgängersiedlung der Stadt) gehört, sowie aus dem 1966 eingemeindeten Weiler ob Helfenstein und den im Rahmen der Gebietsreform der 1970er Jahre eingegliederten Gemeinden Aufhausen, Eybach, Stötten, Türkheim und Waldhausen, die heute als Stadtbezirke bezeichnet werden. Jeder dieser Stadtbezirke ist zugleich eine Ortschaft im Sinne der baden-württembergischen Gemeindeordnung, das heißt, sie haben einen Ortschaftsrat, dessen Mitglieder von den Wahlberechtigten der Ortschaft bei jeder Kommunalwahl neu gewählt werden. Vorsitzender des Ortschaftsrats ist der Ortsvorsteher. Die Anzahl der Ortschaftsräte beträgt je nach Größe der Ortschaft zwischen sieben und elf.
Zu einigen Stadtteilen gehören weitere teilweise räumlich getrennte Wohnbezirke oder Wohnplätze mit eigenen Namen. Die Wannenhöfe gehören zu Aufhausen, Christofshof, Oßmannsweiler und Untere Roggenmühle mit dem Burgstall der Burg Roggenstein zu Eybach, Wittingen zu Türkheim und Battenau, Hofstett am Steig und Lindenhof zu Weiler ob Helfenstein. In der Kernstadt werden neben Altenstadt weitere Wohngebiete mit eigenen Namen unterschieden, deren Bezeichnungen sich im Zuge der Bebauung ergeben haben, deren Grenzen jedoch meist nicht festgelegt sind.

### Flächenaufteilung
Nach Daten des Statistischen Landesamtes, Stand 2014.

### Raumplanung
Geislingen bildet ein Mittelzentrum innerhalb der Region Stuttgart, deren Oberzentrum die Stadt Stuttgart ist.
Zum Mittelbereich Geislingen gehören die Städte und Gemeinden im oberen Filstal sowie einige Orte auf der Albhochfläche. Im Einzelnen sind dies Bad Ditzenbach, Bad Überkingen, Böhmenkirch, Deggingen, Drackenstein, Gruibingen, Hohenstadt, Kuchen, Mühlhausen im Täle und Wiesensteig.

## Geschichte

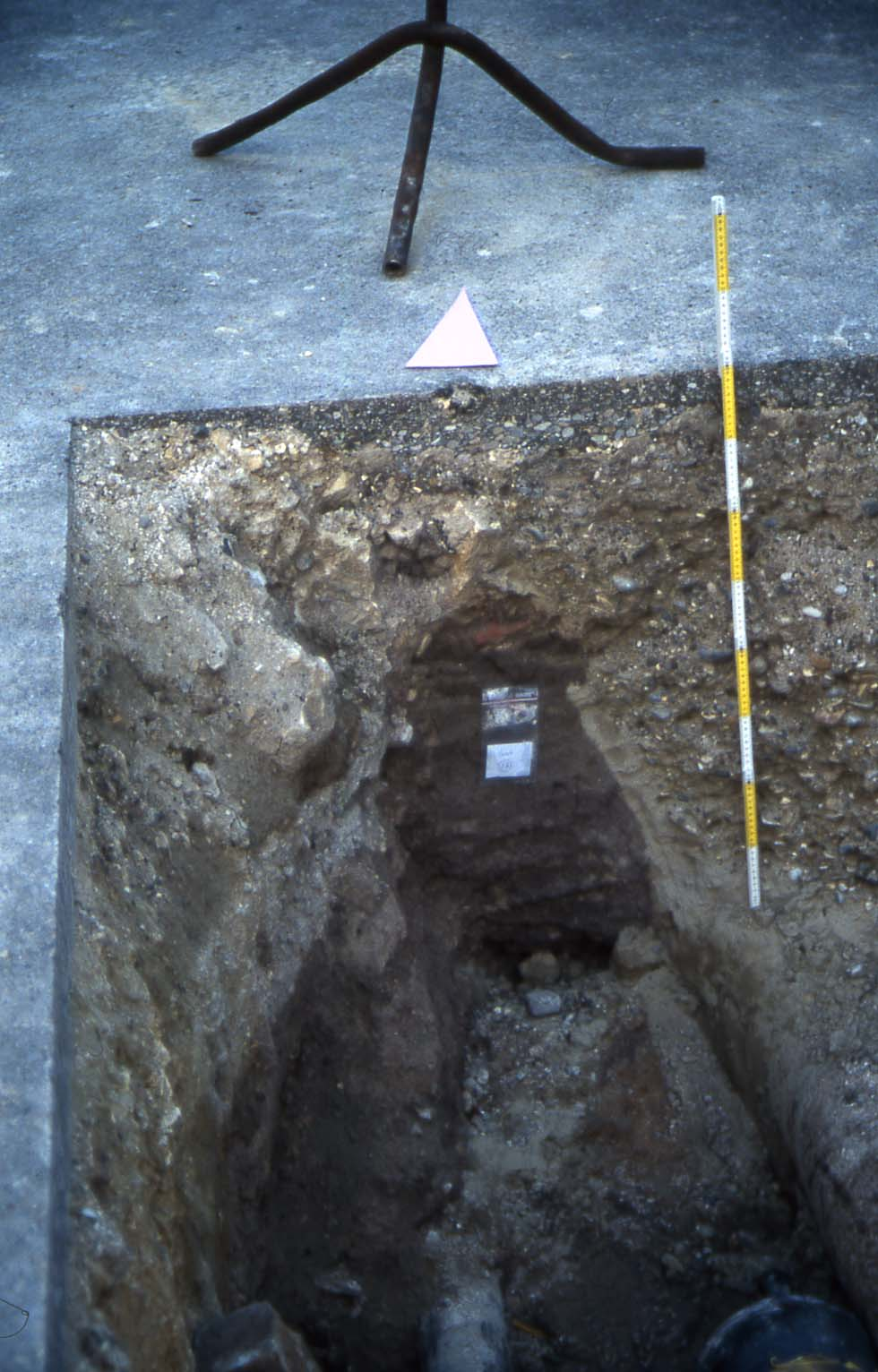
Reste eines bereits durch Leitungsgräben weitgehend zerstörten merowingerzeitlichen Grabes in der Kantstraße, Notbergung 1994

### Bis zum 19. Jahrhundert
Geislingen an der Steige wurde in einer Schenkungsurkunde aus dem Jahr 1108 erstmals als Giselingen erwähnt. Allerdings wurde damit eine Ansiedlung im Stadtteil Altenstadt mit einer hochmittelalterlichen Befestigung und einer Basilika auf dem Lindenhof bezeichnet, und nicht die heutige Kernstadt. Der Talkessel am Rande der Schwäbischen Alb war allerdings spätestens seit der späten Bronzezeit besiedelt. Aus der Merowingerzeit sind mehrere Gräberfelder und Siedlungsplätze bekannt. Einzelne Funde deuten darauf hin, dass sich dort auch auffallend reich ausgestattete Gräber befanden, die auf herrschaftliche Strukturen verweisen. Dies mag mit der verkehrsgeographischen Situation an einem Albaufstieg zusammenhängen.
Diese Situation war wohl auch ausschlaggebend, dass dort die Grafen von Helfenstein zu Beginn des 13. Jahrhunderts eine Stadt gründeten, die im engen Rohrachtal den wichtigen Handelsweg vom Rhein zum Mittelmeer kontrollierte. Oberhalb der Stadt lag die Burg Helfenstein. Schon bald wurde die Kernstadt mit zwei Vorstädten erweitert. Die alte Siedlung „Altenstadt“ entwickelte sich parallel und blieb eine selbständige Gemeinde, die erst 1912 mit der Stadt Geislingen vereinigt wurde.
siehe auch Burg Hoheneybach, Burg Türkheim

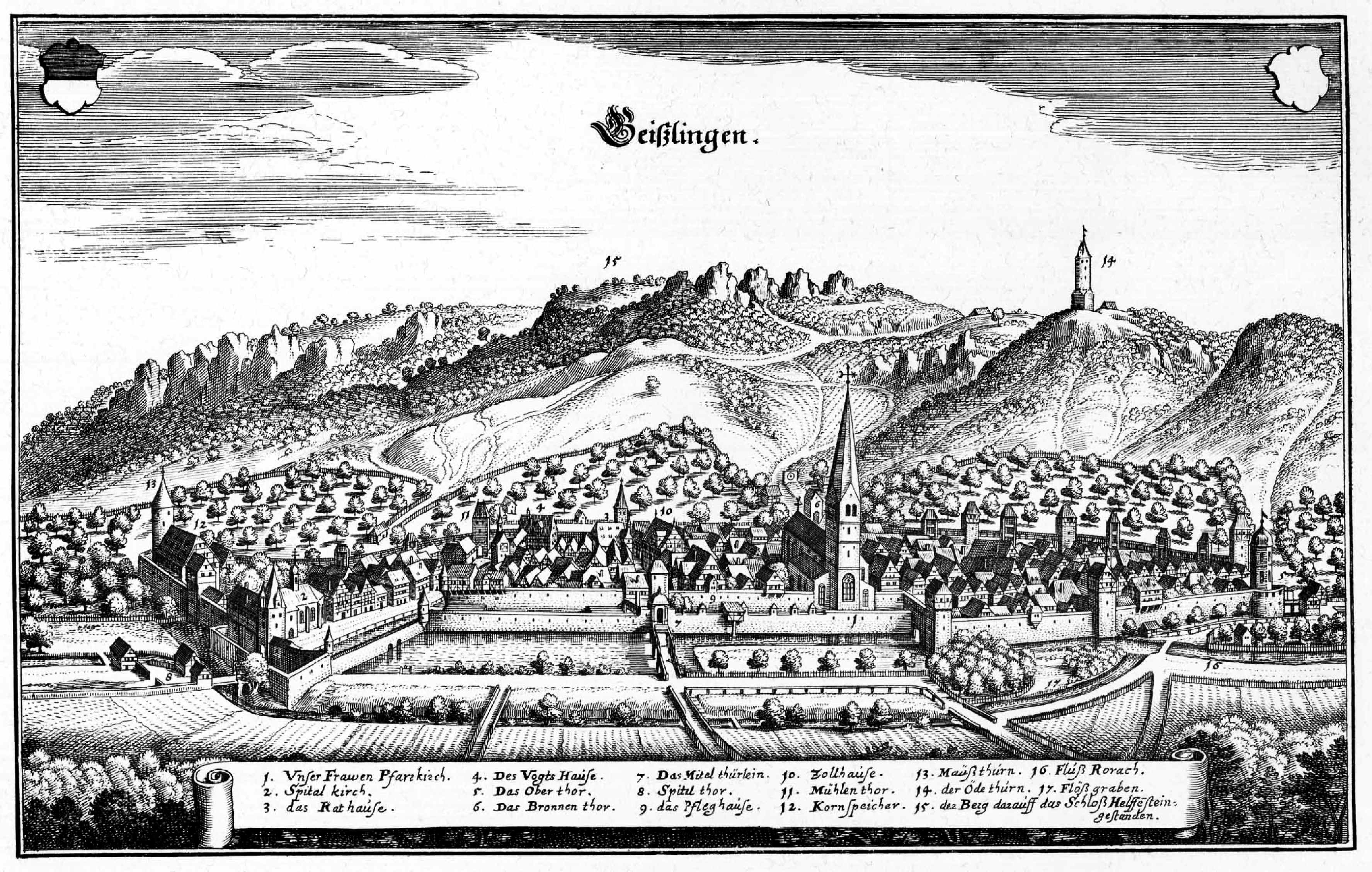
Geislingen, Kupferstich von Merian, um 1650

Zwischen 1396 und 1802 gehörte Geislingen zur Freien Reichsstadt Ulm und ab 1500 auch zum Schwäbischen Reichskreis. 1803 fiel die Stadt durch den Reichsdeputationshauptschluss zunächst an das Königreich Bayern und mit dem Grenzvertrag zwischen Bayern und Württemberg 1810 an Württemberg. Danach war Geislingen Sitz eines Oberamtes.

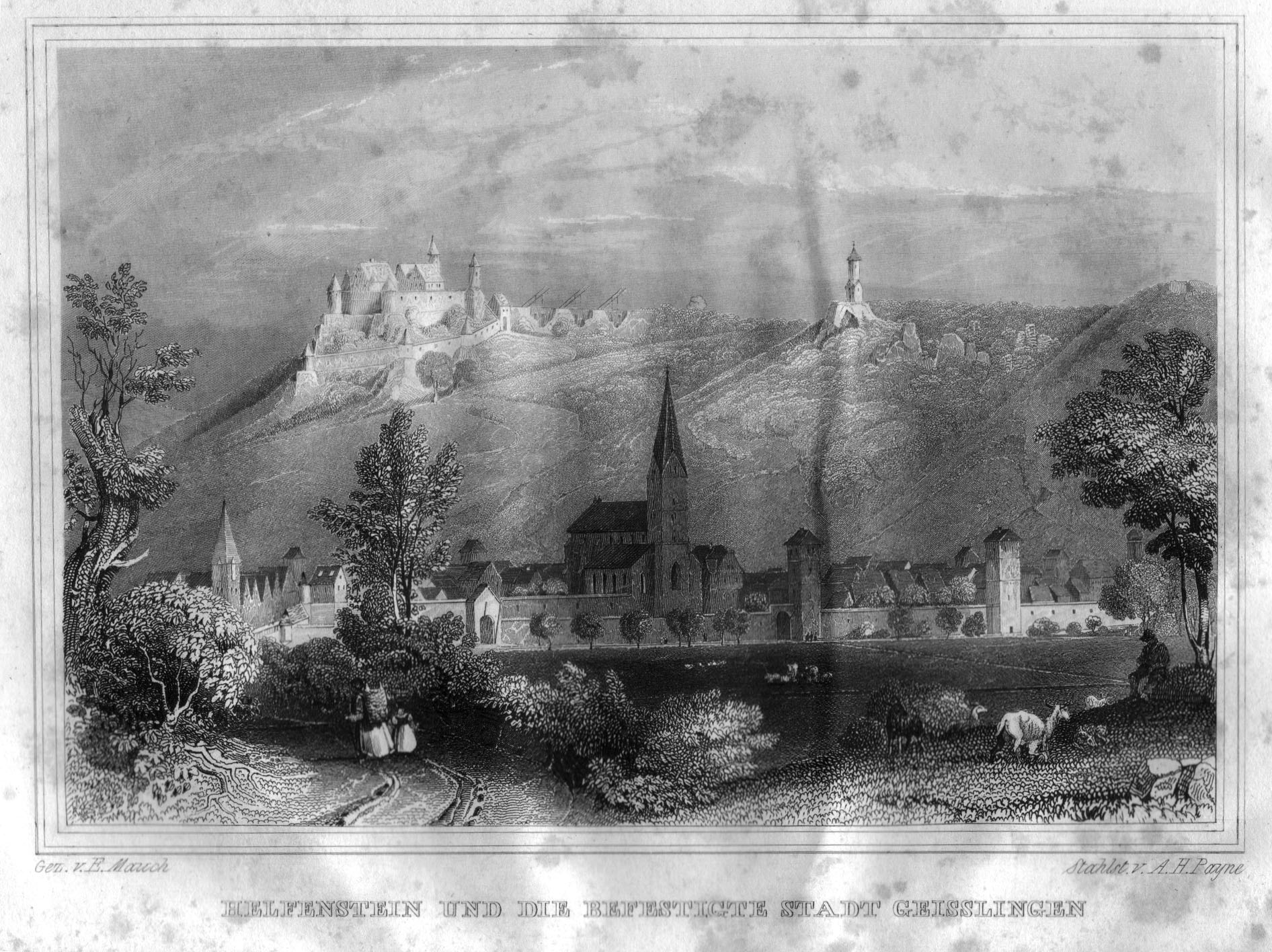
Geislingen mit Burg Helfenstein um 1840 nach einer Zeichnung von E. Mauch

Am 29. Juni 1850 wurde mit der Geislinger Steige und der Fortsetzung der Ostbahn bis Ulm das letzte Teilstück der ersten durchgehenden Strecke der Württembergischen Eisenbahn von Heilbronn nach Friedrichshafen dem Verkehr übergeben. Damit setzte die Industrialisierung Geislingens ein.
Im 19. Jahrhundert hatte sich die Württembergische Metallwarenfabrik Geislingen St. in der Stadt gegründet. Sie produzierte unter anderem nach einem eigenen Patent versilberte Argentan-Bestecke und Tafelgeschirr und war damit sehr erfolgreich am Markt. Im deutschen Reich gab es Ende des Jahrhunderts WMF-Niederlassungen in Altona, Berlin, Breslau, Cöln, Darmstadt, Dresden, Düsseldorf, Hamburg, Hannover, Königsberg, Leipzig, München, Nürnberg, Straßburg, Stuttgart, Ulm u. a.

### 20. und 21. Jahrhundert
Bei der Kreisreform 1938 wurde das Oberamt Geislingen aufgelöst. Das Gebiet kam überwiegend zum Landkreis Göppingen. Bei der Kreisreform 1973 veränderte sich diesbezüglich nichts, doch konnte die Stadt im Rahmen der Gebietsreform einige Nachbargemeinden eingliedern und erreichte somit 1975 ihre heutige Ausdehnung.
Im Juli 1944 wurde das KZ-Außenlager Geislingen des KZ Natzweiler-Struthof errichtet, von dem 1000 überwiegend jüdische Ungarinnen zur Zwangsarbeit für die Firma Württembergische Metallwaren-Fabrik (WMF) eingesetzt waren. Mindestens zwölf von ihnen überlebten die mörderischen Arbeitsbedingungen nicht. Eine Lagerbaracke ist noch in der Karl-Benz-Straße 13 zu sehen.
1946 überschritt die Einwohnerzahl die Grenze von 20.000; 1948 wurde Geislingen zur Unmittelbaren Kreisstadt und mit Inkrafttreten der baden-württembergischen Gemeindeordnung am 1. April 1956 zur Großen Kreisstadt erklärt.
1948 übernahm die Stadt die Patenschaft über Südmähren und nahm sich damit der Heimatvertriebenen dieser Region an. Seitdem finden in Geislingen-Altenstadt jedes Jahr am ersten Wochenende in den Sommerferien die Bundestreffen der Südmährer statt. 1950 wurde südlich der Stadt, auf der Schildwacht, das weithin sichtbare Ostlandkreuz errichtet. Es erinnert an die Leiden, welche die einst in Böhmen und Mähren lebende deutsche Bevölkerung bei ihrer Vertreibung erlitten hat. 1992 und 2003 wurde es erneuert und mit einer Lichtanlage versehen.
Die beengte Lage der Stadt im Tal bewirkt, dass angestammte Betriebe aufgrund mangelnder Erweiterungsmöglichkeiten abwandern.

### Religionen

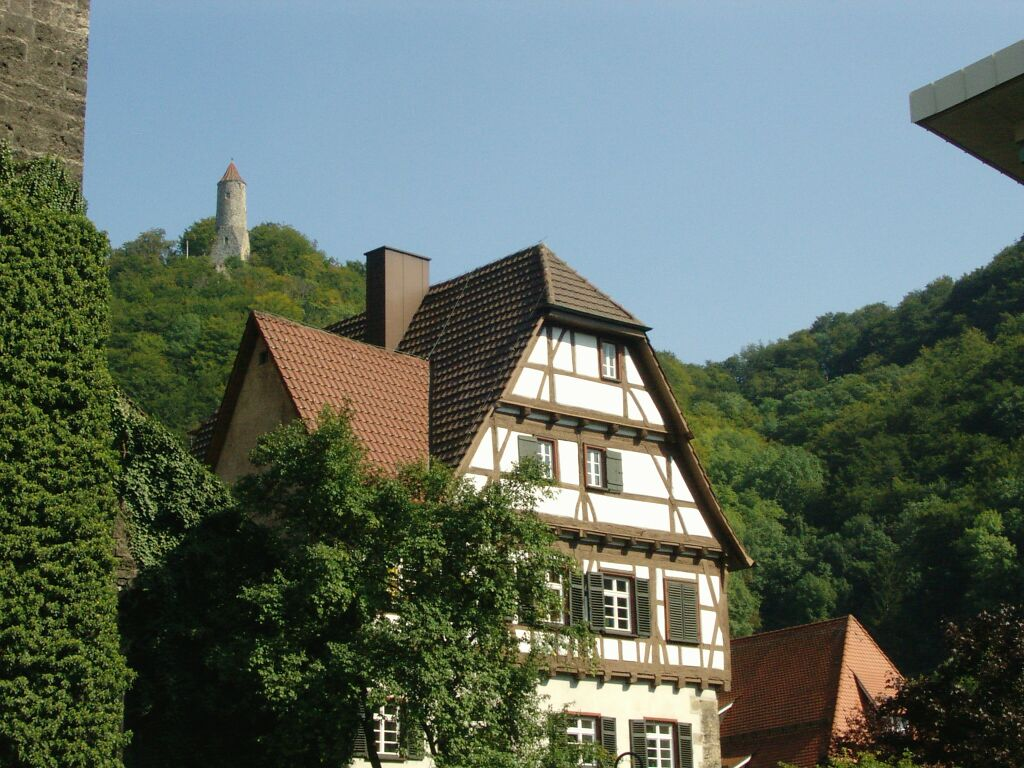
Pfarrhaus, im Hintergrund der Ödenturm

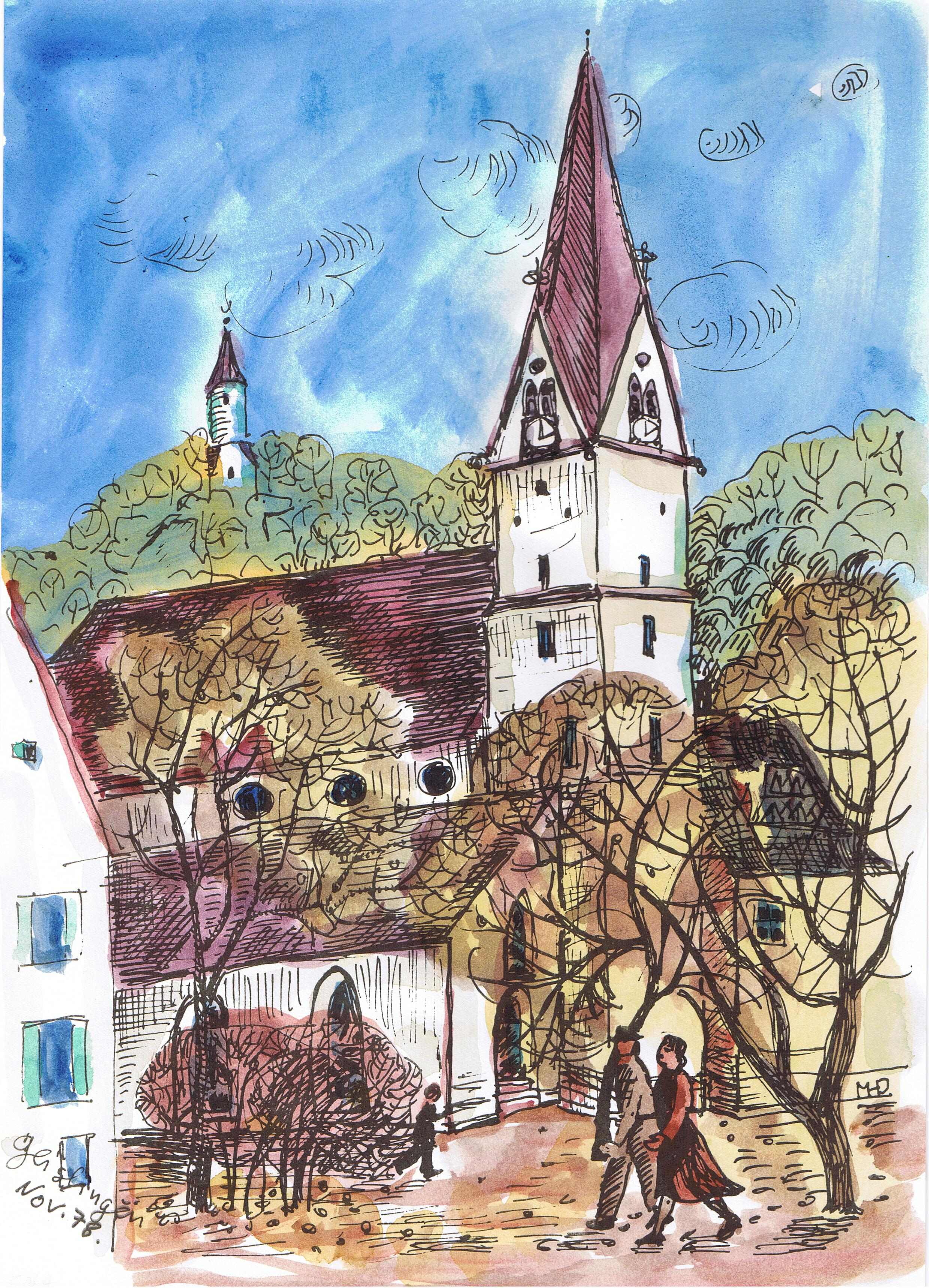
Geislingen, Kirche, Zeichnung von Margret Hofheinz-Döring, 1978

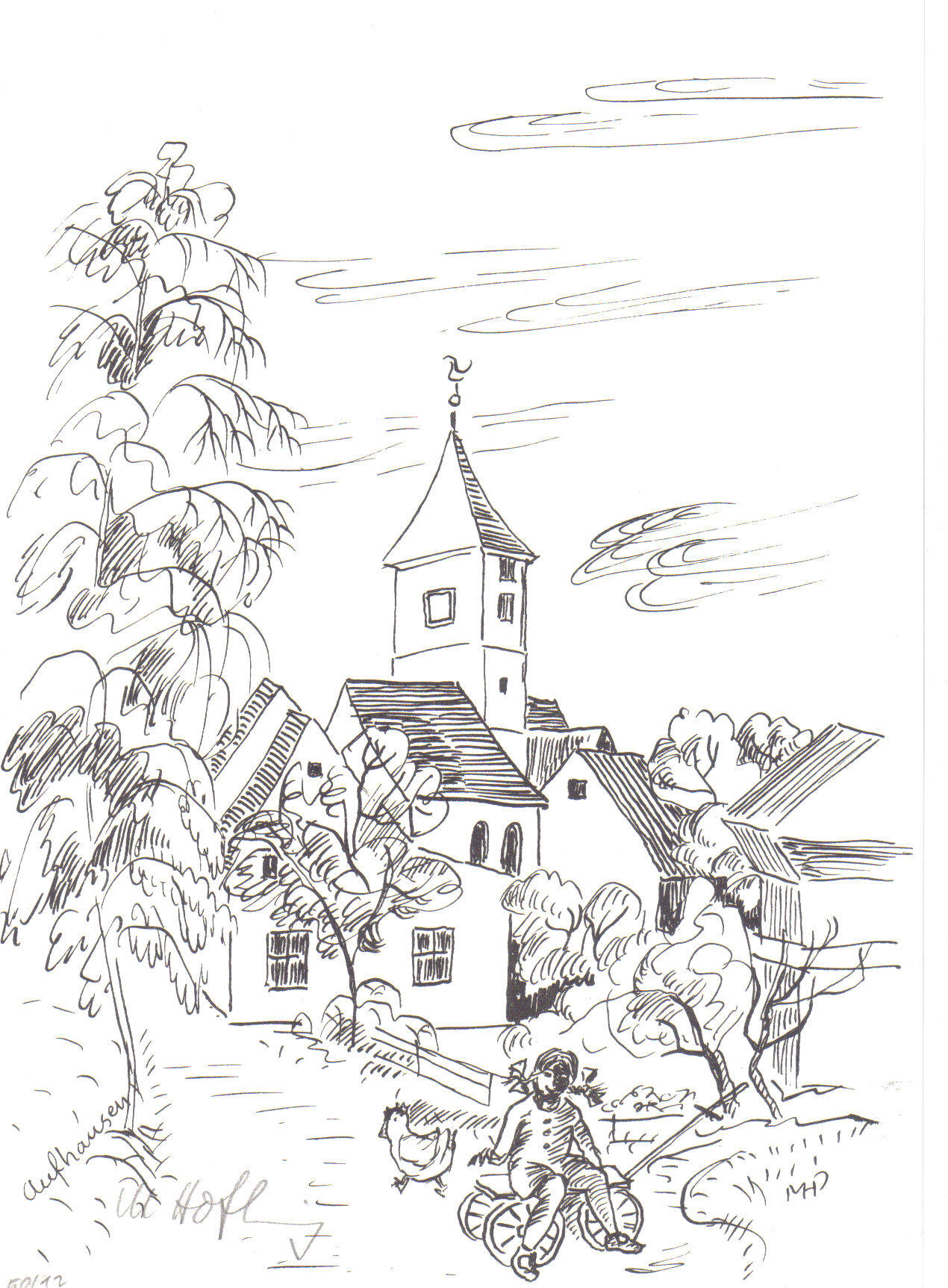
Aufhausen, Zeichnung von Margret Hofheinz-Döring, 1978

Die Bevölkerung von Geislingen gehörte ursprünglich zum Bistum Konstanz und war dem Archidiakonat circa alpes, Landkapitel Siezzen (Süßen) unterstellt. 1531 wurde durch die Reichsstadt Ulm, zu der die Stadt damals gehörte, die Reformation eingeführt, daher war Geislingen über Jahrhunderte eine überwiegend protestantische Stadt. Für die kirchlichen Angelegenheiten war der Ulmer Superintendent zuständig. Die Gemeinde in Geislingen feiert ihre Gottesdienste in der ehemaligen Kirche zu Unserer Lieben Frau, die 1424/28 als dreischiffige Pfeilerbasilika erbaut wurde. Diese Kirche war nach dem Übergang der Stadt zu Württemberg zu Anfang des 19. Jahrhunderts Sitz eines Dekanats. In Altenstadt auf dem Lindenhof gab es ebenfalls eine Kirche (St. Michael), die 1582 wegen Baufälligkeit größtenteils abgebrochen werden musste. Teile wurden als Pfarrhaus umgebaut. Nach Abbruch der Kirche St. Michael wurde die Martinskirche neue Pfarrkirche. Diese war im 13. Jahrhundert erbaut worden (es gab eine ältere Vorgängerkirche). Die Martinskirche brannte 1634 nieder, wurde 1659/61 wieder aufgebaut, 1904 abgebrochen und danach erneut aufgebaut. Neben diesen beiden Pfarrkirchen wurden im 20. Jahrhundert weitere Kirchen gebaut und neue Gemeinden gegründet. Es entstanden die Paulusgemeinde (Kirche von 1956) und die Markusgemeinde (Kirche von 1985). Die vier Gemeinden der Kernstadt bilden zusammen mit der Kirchengemeinde Weiler ob Helfenstein (Margaretenkirche mit gotischem Kern und mehrfachen Veränderungen) die Evangelische Gesamtkirchengemeinde Geislingen. Auch in den anderen Stadtteilen Aufhausen, Stötten, Türkheim und Waldhausen wurde infolge der frühen Zugehörigkeit zur Reichsstadt Ulm die Reformation eingeführt. Daher gibt es in diesen Stadtteilen jeweils eine evangelische Kirchengemeinde und eine eigene Kirche. Eybach gehörte den Grafen von Degenfeld und war dem Kloster Ellwangen zu Lehen gegeben, daher blieb der Ort zunächst katholisch. 1607 versuchte die Ortsherrschaft die Reformation einzuführen, doch konnte sie sich damit nicht durchsetzen. Dennoch wurde 1608 eine evangelische Pfarrei eingerichtet. Die Gottesdienste fanden in der katholischen Pfarrkirche Mariä Himmelfahrt aus dem 15. Jahrhundert statt, die seither simultan genutzt wurde. Erst 1968 baute die evangelische Gemeinde die Christuskirche. Alle evangelischen Kirchengemeinden im Geislinger Stadtgebiet gehören zum Dekanat bzw. Kirchenbezirk Geislingen an der Steige innerhalb der Evangelischen Landeskirche in Württemberg. In Geislingen gibt es auch eine Liebenzeller Gemeinde. Sie feiert ihre Gottesdienste und andere Veranstaltungen in der Friedenskirche, in der bis Dezember 2020 die Evangelisch Methodistische Kirche zuhause war.
Katholiken gibt es in Geislingen erst wieder seit dem 19. Jahrhundert. Für sie wurde 1866 eine eigene Pfarrei errichtet und die Kirche St. Sebastian gebaut. Sie gehörte zunächst zum Dekanat Deggingen. 1909 wurde auch in Altenstadt eine katholische Kirche St. Maria gebaut und 1919 zur Pfarrei erhoben. 1961 wurde Geislingen Sitz eines eigenen katholischen Dekanats, als das Dekanat Deggingen geteilt wurde. 1969 wurde die dritte katholische Kirche in Geislingen, St. Johannes Baptist, erbaut und 1975 zur Pfarrei erhoben. Die Gemeinde St. Sebastian betreut auch die Katholiken aus Aufhausen, Türkheim und Weiler ob Helfenstein, die Gemeinde St. Johannes Baptist die Katholiken in Stötten. Die katholische Gemeinde Mariä Himmelfahrt Eybach hat eine lange Tradition (vgl. oben). Die Gemeinde betreut auch die Katholiken in Waldhausen. Alle vier katholischen Gemeinden im Geislinger Stadtgebiet bilden heute die Seelsorgeeinheit 3 des Dekanats Geislingen innerhalb des Bistums Rottenburg-Stuttgart.
Neben den beiden großen Kirchen gibt es in Geislingen auch Freikirchen und Gemeinden, darunter die Evangelisch-methodistische Kirche (bis 2020), die Evangelisch-Freikirchliche Gemeinde (Baptisten) und die Volksmission entschiedener Christen. Auch die Neuapostolische Kirche ist in Geislingen vertreten.
Vor allem durch Einwanderung aus muslimischen Ländern, insbesondere aus der Türkei, ist heute auch der Islam in Geislingen präsent. Es bestehen zwei Moscheen, die Geislingen Camii und die Yavuz Sultan Selim Camii.

### Eingemeindungen
Folgende Gemeinden wurden nach Geislingen an der Steige eingegliedert:
- 1912: Altenstadt
- 1. Januar 1966: Weiler ob Helfenstein
- 1. Januar 1971: Türkheim[8]
- 1. Januar 1972: Stötten[9]
- 1. März 1972: Waldhausen[9]
- 31. Dezember 1972: Eybach[9]
- 1. Januar 1975: Aufhausen[10]

Türkheim und Waldhausen gehörten bis zur jeweiligen Eingemeindung zum Landkreis Ulm.
| Aufhausen | Eybach | Stötten | Türkheim (Alb) | Waldhausen | Weiler ob Helfenstein |

### Einwohnerentwicklung
Vermutlich bereits im 8. Jahrhundert hatte der Geislinger Talkessel eine Einwohnerdichte erreicht, die am Limit der agrarischen Ertragsfähigkeit lag.
Die Einwohnerzahlen nach dem jeweiligen Gebietsstand sind Schätzungen, Volkszählungsergebnisse (¹) oder amtliche Fortschreibungen der jeweiligen Statistischen Ämter (nur Hauptwohnsitze).

Bevölkerungspyramide Geislingens

| Jahr               | Einwohner |
| ------------------ | --------- |
| 1768               | 1.541     |
| 1786               | 1.600     |
| 1823               | 2.075     |
| 1843               | 2.257     |
| 1855               | 2.560     |
| 1861               | 2.902     |
| 1. Dezember 1871   | 3.334     |
| 1. Dezember 1880 ¹ | 3.902     |
| 1. Dezember 1890 ¹ | 5.722     |
| 1. Dezember 1900 ¹ | 7.050     |
| 1. Dezember 1910 ¹ | 8.674     |
| 16. Juni 1925 ¹    | 13.762    |
| 16. Juni 1933 ¹    | 14.439    |
| 17. Mai 1939 ¹     | 17.478    |

| Jahr                 | Einwohner |
| -------------------- | --------- |
| 1946                 | 20.478    |
| 13. September 1950 ¹ | 22.699    |
| 6. Juni 1961 ¹       | 26.169    |
| 27. Mai 1970 ¹       | 27.662    |
| 31. Dezember 1975    | 28.693    |
| 31. Dezember 1980    | 27.344    |
| 27. Mai 1987 ¹       | 25.980    |
| 31. Dezember 1990    | 26.993    |
| 31. Dezember 1995    | 28.429    |
| 31. Dezember 2000    | 27.947    |
| 31. Dezember 2005    | 28.737    |
| 31. Dezember 2010    | 26.841    |
| 31. Dezember 2015    | 27.168    |
| 31. Dezember 2020    | 28.400    |

¹ Volkszählungsergebnis

## Politik

### Bürgermeister
An der Spitze der Stadt Geislingen stand in ulmischer Zeit der ritterliche Vogt, dem ein Pfleger zur Seite stand. 1636 wurden beide Ämter unter einem Obervogt vereinigt. Nach dem Übergang an Württemberg trug das Stadtoberhaupt seit 1819 die Bezeichnung „Stadtschultheiß“ seit 1930 Bürgermeister und mit der Erhebung zur unmittelbaren Kreisstadt 1948 lautet die Amtsbezeichnung Oberbürgermeister. Heute wird der Oberbürgermeister von den Wahlberechtigten auf acht Jahre direkt gewählt. Er ist Vorsitzender des Gemeinderats. Aus der Mitte des Gemeinderats werden drei allgemeine Stellvertreter des Oberbürgermeisters gewählt.
Stadtoberhäupter seit 1819

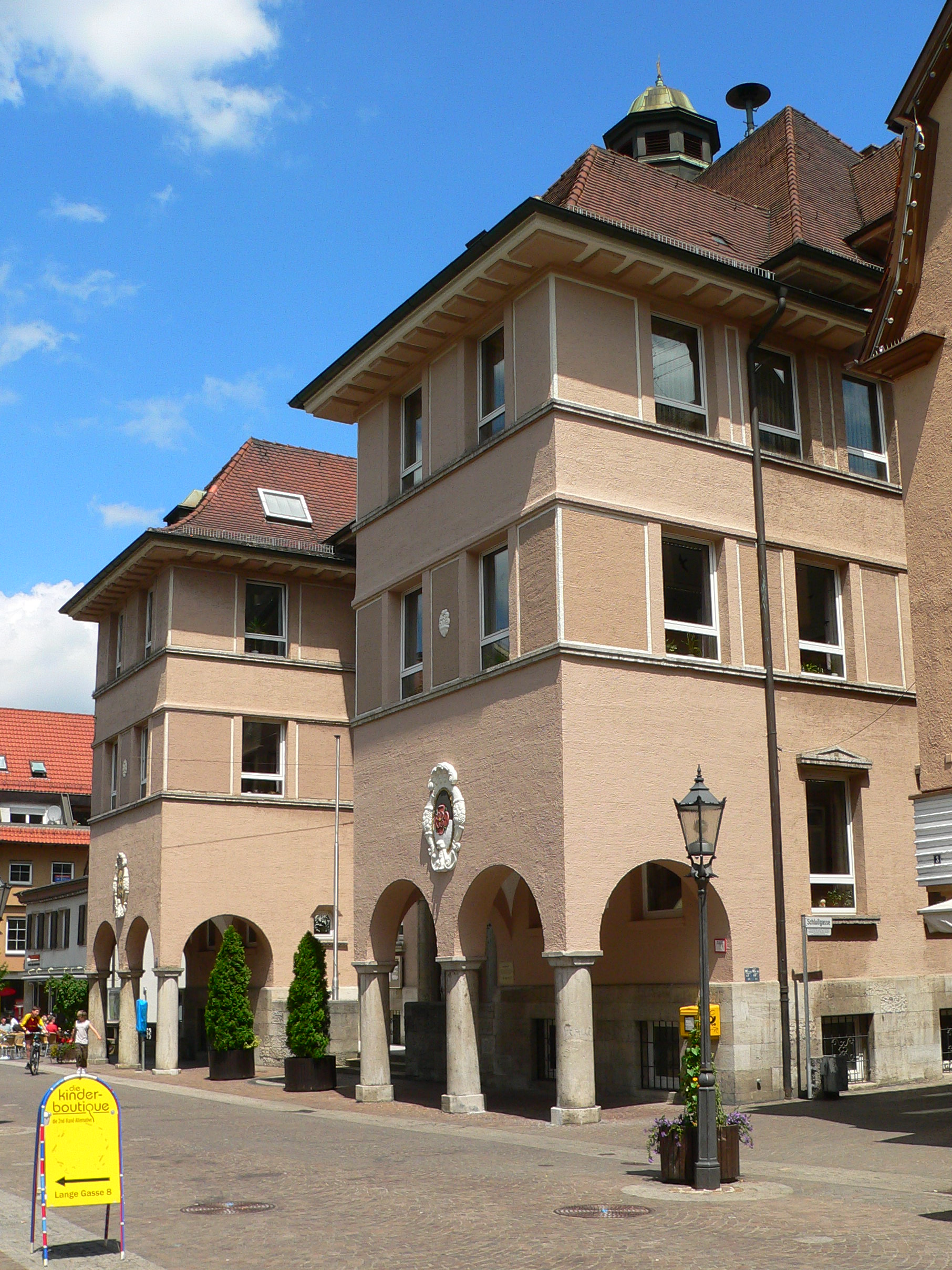
Rathaus in der Hauptstraße

| - 1819–1824: Johann Friedrich Knoll - 1824–1847: Karl Friedrich Müller - 1848–1854: Michael Häberlin - 1854–1877: Johann Georg Fahr - 1877–1893: Gustav Adolf Wilhelm Wolf - 1893–1910: Ehrenreich Vöhringer - 1910–1915: Robert Leube - 1915–1919: Wilhelm Höfer, Amtsverweser - 1919–1929: Edmund Harrer - 1930–1938: Emil Schlunck - 1938–1943: Emil Schwarz - 1943–1945: Andreas Schauz, Amtsverweser | - 1945: Friedrich Wilhelm Erbacher - 1945–1946: Ernst Reichle - 1946–1948: Friedrich-Karl von Siebold - 1948–1949: Hermann Reihling - 1949–1950: Karl Kienle, Amtsverweser - 1950–1951: Alfred Allgaier - 1951–1952: Georg Nagel, Amtsverweser - 1952–1962: Erich Klotz - 1962–1990: Helmut von Au - 1990–1998: Martin Bauch - 1998–2014: Wolfgang Amann - 2014–2025: Frank Dehmer - seit 2025: Ignazio Ceffalia |

Ignazio Ceffalia wurde am 6. April 2025 zum Oberbürgermeister gewählt und trat das Amt am 1. Juli 2025 an.

### Gemeinderat
Der Gemeinderat in Geislingen besteht aus den 22 gewählten ehrenamtlichen Gemeinderäten und dem Oberbürgermeister als Vorsitzendem. Der Oberbürgermeister ist im Gemeinderat stimmberechtigt.
Die Kommunalwahl am 9. Juni 2024 führte zu folgendem Ergebnis.
| Parteien und Wählergemeinschaften | Parteien und Wählergemeinschaften           | % 2024  | Sitze 2024 | % 2019  | Sitze 2019 | Kommunalwahl 2024 %3020100 29,99 %14,86 %18,34 %10,64 %11,41 %12,75 %2,0 % CDUFWSPDGrüneOLGAfDFDPGewinne und Verlusteim Vergleich zu 2019 %p 14 12 10 8 6 4 2 0 −2 −4 −6 −8−10+2,59 %p−8,36 %p+1,01 %p−6,79 %p+4,81 %p+12,75 %p+2,0 %pCDUFWSPDGrüneOLGAfDFDP |
| CDU                               | Christlich Demokratische Union Deutschlands | 29,99   | 7          | 27,40   | 6          | Kommunalwahl 2024 %3020100 29,99 %14,86 %18,34 %10,64 %11,41 %12,75 %2,0 % CDUFWSPDGrüneOLGAfDFDPGewinne und Verlusteim Vergleich zu 2019 %p 14 12 10 8 6 4 2 0 −2 −4 −6 −8−10+2,59 %p−8,36 %p+1,01 %p−6,79 %p+4,81 %p+12,75 %p+2,0 %pCDUFWSPDGrüneOLGAfDFDP |
| FW                                | Freie Wähler Geislingen e. V.               | 14,86   | 3          | 23,22   | 5          | Kommunalwahl 2024 %3020100 29,99 %14,86 %18,34 %10,64 %11,41 %12,75 %2,0 % CDUFWSPDGrüneOLGAfDFDPGewinne und Verlusteim Vergleich zu 2019 %p 14 12 10 8 6 4 2 0 −2 −4 −6 −8−10+2,59 %p−8,36 %p+1,01 %p−6,79 %p+4,81 %p+12,75 %p+2,0 %pCDUFWSPDGrüneOLGAfDFDP |
| SPD                               | Sozialdemokratische Partei Deutschlands     | 18,34   | 4          | 17,33   | 4          | Kommunalwahl 2024 %3020100 29,99 %14,86 %18,34 %10,64 %11,41 %12,75 %2,0 % CDUFWSPDGrüneOLGAfDFDPGewinne und Verlusteim Vergleich zu 2019 %p 14 12 10 8 6 4 2 0 −2 −4 −6 −8−10+2,59 %p−8,36 %p+1,01 %p−6,79 %p+4,81 %p+12,75 %p+2,0 %pCDUFWSPDGrüneOLGAfDFDP |
| Grüne                             | Bündnis 90/Die Grünen                       | 10,64   | 2          | 17,43   | 4          | Kommunalwahl 2024 %3020100 29,99 %14,86 %18,34 %10,64 %11,41 %12,75 %2,0 % CDUFWSPDGrüneOLGAfDFDPGewinne und Verlusteim Vergleich zu 2019 %p 14 12 10 8 6 4 2 0 −2 −4 −6 −8−10+2,59 %p−8,36 %p+1,01 %p−6,79 %p+4,81 %p+12,75 %p+2,0 %pCDUFWSPDGrüneOLGAfDFDP |
| OLG                               | Offene Liste Geislingen                     | 11,41   | 3          | 6,60    | 3          | Kommunalwahl 2024 %3020100 29,99 %14,86 %18,34 %10,64 %11,41 %12,75 %2,0 % CDUFWSPDGrüneOLGAfDFDPGewinne und Verlusteim Vergleich zu 2019 %p 14 12 10 8 6 4 2 0 −2 −4 −6 −8−10+2,59 %p−8,36 %p+1,01 %p−6,79 %p+4,81 %p+12,75 %p+2,0 %pCDUFWSPDGrüneOLGAfDFDP |
| AfD                               | Alternative für Deutschland                 | 12,75   | 3          | –       | –          | Kommunalwahl 2024 %3020100 29,99 %14,86 %18,34 %10,64 %11,41 %12,75 %2,0 % CDUFWSPDGrüneOLGAfDFDPGewinne und Verlusteim Vergleich zu 2019 %p 14 12 10 8 6 4 2 0 −2 −4 −6 −8−10+2,59 %p−8,36 %p+1,01 %p−6,79 %p+4,81 %p+12,75 %p+2,0 %pCDUFWSPDGrüneOLGAfDFDP |
| FDP                               | Freie Demokratische Partei                  | 2,00    | 0          | –       | –          | Kommunalwahl 2024 %3020100 29,99 %14,86 %18,34 %10,64 %11,41 %12,75 %2,0 % CDUFWSPDGrüneOLGAfDFDPGewinne und Verlusteim Vergleich zu 2019 %p 14 12 10 8 6 4 2 0 −2 −4 −6 −8−10+2,59 %p−8,36 %p+1,01 %p−6,79 %p+4,81 %p+12,75 %p+2,0 %pCDUFWSPDGrüneOLGAfDFDP |
| Gesamt                            | Gesamt                                      | 100     | 22         | 100     | 22         | Kommunalwahl 2024 %3020100 29,99 %14,86 %18,34 %10,64 %11,41 %12,75 %2,0 % CDUFWSPDGrüneOLGAfDFDPGewinne und Verlusteim Vergleich zu 2019 %p 14 12 10 8 6 4 2 0 −2 −4 −6 −8−10+2,59 %p−8,36 %p+1,01 %p−6,79 %p+4,81 %p+12,75 %p+2,0 %pCDUFWSPDGrüneOLGAfDFDP |
| Wahlbeteiligung                   | Wahlbeteiligung                             | 48,18 % | 48,18 %    | 47,56 % | 47,56 %    | Kommunalwahl 2024 %3020100 29,99 %14,86 %18,34 %10,64 %11,41 %12,75 %2,0 % CDUFWSPDGrüneOLGAfDFDPGewinne und Verlusteim Vergleich zu 2019 %p 14 12 10 8 6 4 2 0 −2 −4 −6 −8−10+2,59 %p−8,36 %p+1,01 %p−6,79 %p+4,81 %p+12,75 %p+2,0 %pCDUFWSPDGrüneOLGAfDFDP |

### Jugendgemeinderat
Seit 1994 gibt es in Geislingen einen Jugendgemeinderat (JGR), der eine dauerhafte kommunalpolitisch und demokratisch legitimierte Vertretung der Geislinger Jugend darstellt. Der Jugendgemeinderat umfasst jeweils drei Vertreter der allgemeinbildenden Schulen, insgesamt 24.
In der Satzung des Jugendgemeinderats steht: „Der Jugendgemeinderat in Geislingen hat das Ziel, Interessen von Jugendlichen der Stadt gegenüber Gemeinderat, Stadtverwaltung und der Öffentlichkeit zu vertreten. Mit dem Jugendgemeinderat sollen Jugendliche in demokratische Strukturen gegen Politikverdrossenheit eingebunden werden. Der Jugendgemeinderat will die Kommunikation zwischen Jugendlichen und Erwachsenen fördern.“
An den Geislinger Schulen finden jedes Jahr Wahlen zum Jugendgemeinderat statt.

### Wappen

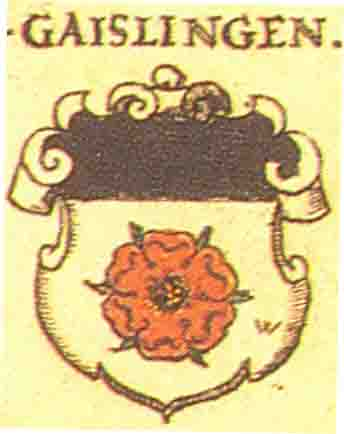
Das Wappen von Gaislingen aus Johann Siebmachers Wappen-Buch von 1605

Das Wappen von Geislingen zeigt einen von Schwarz und Silber geteilten Schild überdeckt mit einer fünfblättrigen, golden besamten, roten Rose mit grünen Kelchblättern. Die Stadtflagge ist schwarz-weiß.
Graf Ulrich von Helfenstein legte im Jahre 1367 in einer Stadtordnung fest, dass das Stadtsiegel sein Vollwappen erhalten solle. Dieses Siegel blieb auch nach dem Verkauf Geislingens im Jahre 1396 an die Reichsstadt Ulm einige Zeit erhalten. 1422 ist erstmals der geteilte Schild der Stadt Ulm in dem Siegel nachweisbar. Ob die Rose schon in dem schlecht erhaltenen Siegelabdruck vorhanden war, lässt sich nicht mit Sicherheit sagen. Die Stadtfarben Schwarz-Weiß wurden 1557 erstmals in einem Schützenbuch genannt.

### Städtepartnerschaften
Geislingen unterhält seit 1990 mit Bischofswerda in Sachsen und seit 1993 mit Montceau-les-Mines in Frankreich eine Städtepartnerschaft. Seit 1971 besteht ein Schüleraustausch zwischen den beiden Städten, der als Basis für die Städtepartnerschaft gilt.

### Patenschaft
- 1953 wurde die Patenschaft für die aus ihrer angestammten Heimat vertriebenen Südmährer übernommen.[13]

## Wirtschaft und Infrastruktur

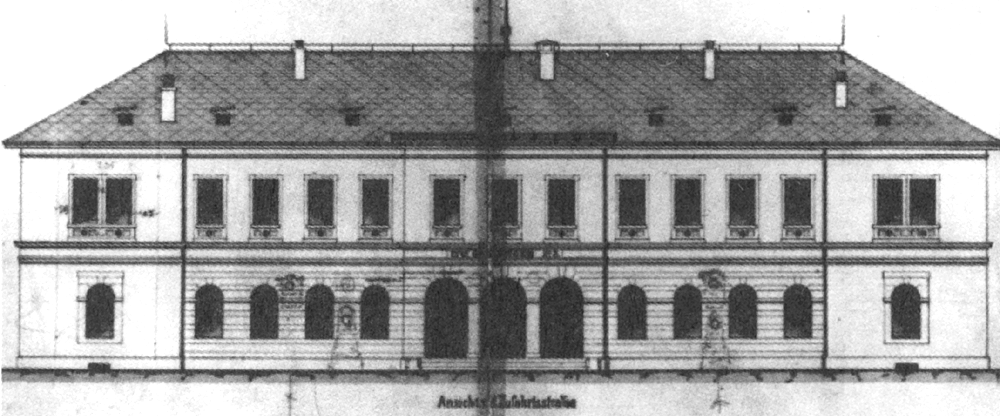
Stadtseite des Bahnhofs, Zeichnung von etwa 1848

### Verkehr

#### Fernstraßen
Die Stadt liegt an den Bundesstraßen B 10 (Lebach–Augsburg) und B 466 (nach Mühlhausen im Täle).

#### Bahn- und Busverkehr
Geislingen liegt an der 1847 eröffneten Filstalbahn von Stuttgart nach Neu-Ulm. Der Bahnhof Geislingen (Steige) wird stündlich von Regionalbahn- und Regional-Express-Zügen nach Stuttgart, Plochingen und Ulm bedient. Neben dem Bahnhof Geislingen (Steige) gibt es noch den Bahnhof Geislingen West. Von 1903 bis 1981 war Geislingen (Steige) Ausgangspunkt der Tälesbahn, einer Nebenbahn nach Wiesensteig. Die Königlich Württembergischen Staats-Eisenbahnen erbauten dafür das Bahnhofsgebäude in Geislingen-Altenstadt als Einheitsbahnhof vom Typ IIb. Der Abschnitt bis Geislingen-Altenstadt blieb noch bis 2002 in Betrieb.
Im Stadtgebiet bedienen zahlreiche, in den Verkehrsverbund Stuttgart (VVS) integrierte, Buslinien den Öffentlichen Personennahverkehr. Geislingen verfügt über einen Zentralen Omnibus-Bahnhof (ZOB), direkt neben dem Bahnhof.

#### Radverkehr
Durch eine Alltagsradroute aus dem Radnetz Baden-Württemberg ist Geislingen über Kuchen, Gingen und Süßen mit Göppingen und in der anderen Richtung über Amstetten, Lonsee und Westerstetten mit Ulm verbunden. 
Der Albtäler-Radweg führt als Landes-Fernradweg durch Geislingen; es handelt sich um einen Rundkurs zwischen Römerstein und Sontheim an der Brenz. Er verbindet dabei Geislingen über Bad Überkingen mit Deggingen und in der anderen Richtung über den Stadtteil Eybach mit dem Böhmenkircher Ortsteil Treffelhausen. Im Bereich der Unteren Roggenmühle besteht jedoch eine Gefahrenstelle, da die Radfahrer hier die stark belastete Landesstraße 1221 benutzen und diese ungesichert queren müssen.

### Medien
In Geislingen an der Steige erscheint als Tageszeitung die „Geislinger Zeitung“. Sie ist eine Lokalausgabe der Südwest Presse Ulm.
Georg Maurer übernahm 1856 den Boten vom Filsthale. 1884 wurde der Bote in Geislinger Zeitung umbenannt. 1892 wurde sie mit sechs Ausgaben in der Woche zur Tageszeitung. Untrennbar verbunden bleibt die GZ mit der Verleger- und Druckerei-Familie Maurer.
Der Sender Geislingen an der Steige auf dem Tegelberg ist ein Rundfunksender, der die Region Geislingen mit UKW-Programmen versorgt.

### Behörden, Gericht und Einrichtungen
In Geislingen an der Steige befinden sich Außenstellen des Landratsamts und des Finanzamts Göppingen sowie mehrere Bezirksnotariate. Die Stadt verfügt auch über ein Amtsgericht, das zum Landgerichtsbezirk Ulm und zum OLG-Bezirk Stuttgart gehört.
Der Landkreis Göppingen unterhält dort eines seiner beiden zu den Alb Fils Kliniken vereinten Kreiskrankenhäuser, die Helfenstein-Klinik.
Die Stadt ist auch Sitz des Kirchenbezirks Geislingen der Evangelischen Landeskirche in Württemberg und des Dekanats Geislingen des Bistums Rottenburg-Stuttgart.

### Bildung
Geislingen an der Steige hat vier Gymnasien, das Helfenstein-Gymnasium, das Michelberg-Gymnasium sowie ein Wirtschaftsgymnasium und ein Sozialwissenschaftliches Gymnasium (Schulträger ist der Landkreis Göppingen), zwei Realschulen, die Daniel-Straub-Realschule und die Schubart-Realschule, zwei Förderschulen (Pestalozzischule, Bodelschwingh-Schule), eine Waldorfschule, drei Grund- und Hauptschulen mit Werkrealschule (Lindenschule, Tegelbergschule und Uhlandschule) sowie drei selbstständige Grundschulen (Albert-Einstein-Schule, Grundschule Aufhausen und Grundschule Eybach). Das Michelberg-Gymnasium wurde 2016 ökologisch saniert, dabei wurden Fehler gemacht, die Anfang 2020 zu einer Sperrung eines Gebäudeteils wegen Einsturzgefahr führten. Weiterhin wurden schwere Verstöße gegen Brandschutzvorschriften entdeckt. Eine Sanierung der Sanierung oder ein Abriss und Neubau würden die Stadt Geislingen in die Überschuldung führen.
Geislingen ist Standort der Fakultät Wirtschaft und Recht der Hochschule für Wirtschaft und Umwelt Nürtingen-Geislingen (HfWU) mit den Bachelor-Studiengängen Automobilwirtschaft, Energie- und Ressourcenmanagement, Gesundheits- und Tourismusmanagement, Immobilienwirtschaft, Wirtschaftsrecht sowie Nachhaltiges Produktmanagement. Außerdem werden am Standort die Master-Studiengänge Automotive Management, Immobilienmanagement, Unternehmensführung sowie Unternehmensrestrukturierung und Insolvenzmanagement angeboten. Den Geislinger Studenten ist es gestattet, die Betriebskantine der WMF mitzubenutzen, da Geislingen selbst keine eigene Mensa hat.
Seit dem 1. Januar 2022 führt Geislingen daher die offizielle Zusatzbezeichnung „Hochschulstadt“.
Der Landkreis Göppingen ist Schulträger der drei Beruflichen Schulen (Emil-von-Behring-Schule – Hauswirtschaftliche Schule, Gewerbliche Schule und Kaufmännische Schule) sowie der Bodelschwinghschule für Geistigbehinderte.

### Ansässige Unternehmen
Die Württembergische Metallwarenfabrik (WMF) ist das bekannteste und größte Unternehmen. Weitere namhafte Unternehmen sind z. B. ULO Fahrzeugleuchten (Odelo GmbH) und Schlötter Galvanotechnik.
In Geislingen besteht von ehemals sechs noch eine Brauerei: die Kaiser-Brauerei Geislingen/Steige W.Kumpf. Die Uhlandbrauerei, die Pflug-Brauerei sowie die Adlerbrauerei Götz, die bereits seit 1686 bestand und damit auf eine über 300-jährige Brautradition zurückblicken kann, sind inzwischen Geschichte.

### Bergbau
Beim Neubau der Bahnstrecke Stuttgart–Ulm über die Geislinger Steige stießen die Bauarbeiter im Jahr 1846 auf ein Eisenerz-Flöz. Zwischen 1857 und 1885 wurde im dort eingerichteten Bergwerk „König Karl“ Eisenerz abgebaut. Im Jahr 1936 wurde dieses Bergwerk erneut in Betrieb genommen und an die teilweise elektrifizierte Bahnstrecke Geislingen (Steige)–Wiesensteig angeschlossen. Während des Zweiten Weltkriegs wurde die Förderung noch einmal kurzzeitig eingestellt. Nach dem Krieg wurde bis zur endgültigen Schließung des Bergwerks im Jahr 1963 wieder Erz gefördert.

## Kultur und Sehenswürdigkeiten

### Museen
- Museum und Galerie im Alten Bau
- „Rotkreuz-Landesmuseum Baden-Württemberg“[20].
- Museum des Südmährischen Landschaftsrates

### Gedenkstätten
- Gedenksteine im Stadtpark gegenüber Tor 1 der WMF erinnern seit 1984 an die Opfer unter den KZ-Häftlingen in dem Außenlager des Konzentrationslagers Natzweiler-Struthof. Auch auf dem Friedhof Heiligenäcker wird der Opfer von NS-Zwangsarbeit gedacht.
- An der Stadtkirche ist eine Gedenktafel sowie eine Säule angebracht, die an die Opfer der Gemeinde aus dem Ersten und Zweiten Weltkrieg erinnern sollen.

### Bibliothek
Die Stadt Geislingen ist Träger der Stadtbücherei Geislingen, auch Stadtbücherei in der MAG genannt. Diese bietet 43.000 Medien und digitalen Medien im Rahmen der interkommunalen Kooperation Online-Bibliothek 24/7.

### Bauwerke

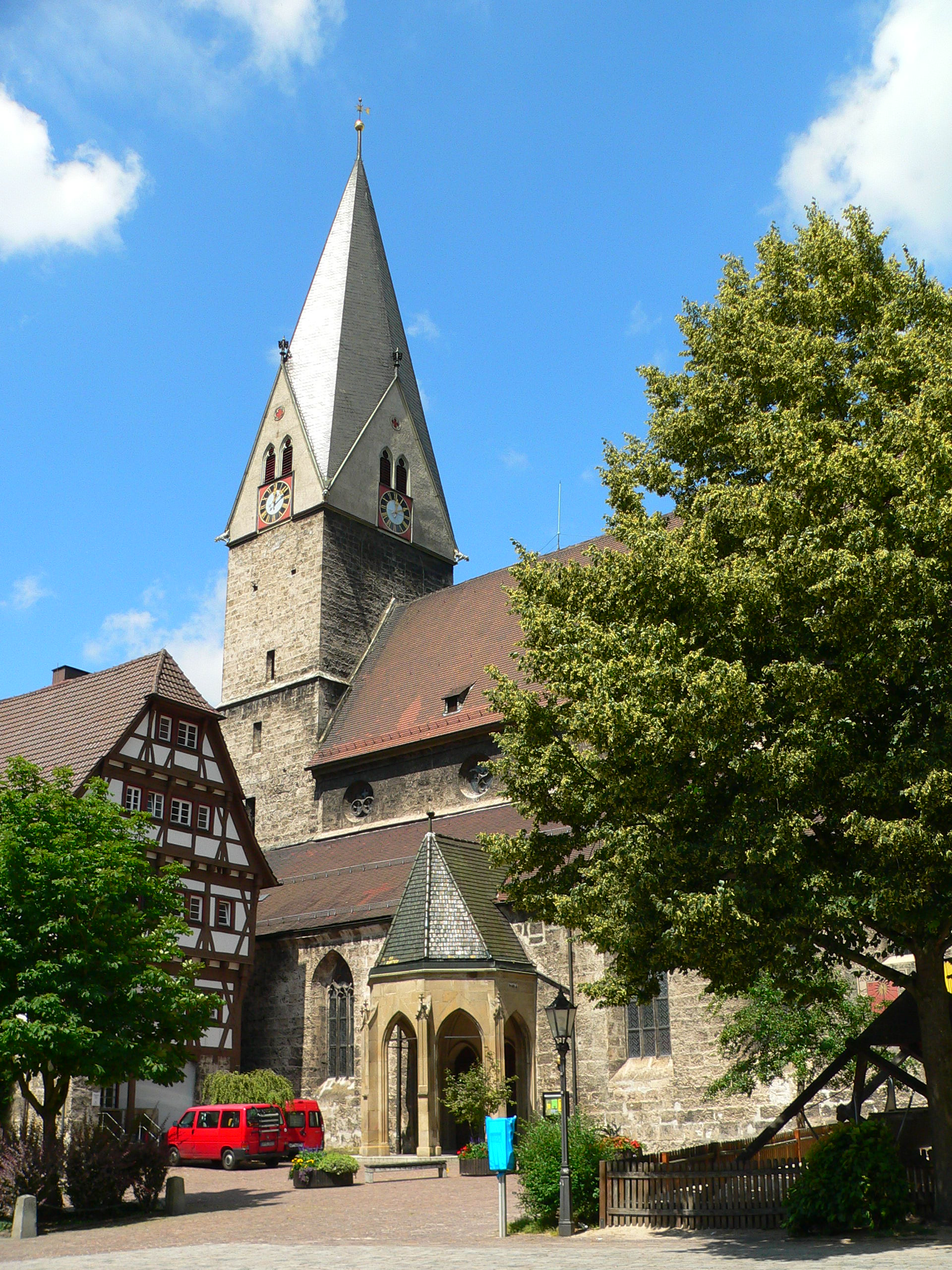
Evangelische Stadtkirche

Der Alte Bau von 1445 ist eines der größten Fachwerkhäuser Deutschlands. Er beherbergt das Museum und die Galerie im Alten Bau.
Die evangelische Stadtkirche mit ihrem 63 Metern hohen Turm wurde von 1424 bis 1428 erbaut.
Neben der Stadtkirche steht das ehemalige St.-Franziskus-Kaplaneigebäude, ein heute verputztes zweigeschossiges Fachwerkhaus mit vier Giebelvorsprüngen. Es befindet sich auf steinernem Untergeschoss mit abgefaster Ecke und wurde 1565 erbaut. 1612 wurde das Gebäude wohl weitgehend neu errichtet und um oder nach 1850 erfolgte ein durchgreifender Umbau des Fachwerkteils mit anschließender Verputzung. Am Gebäude befindet sich ein aufwändiges Erinnerungsrelief des späten 19. Jahrhunderts an Christian Friedrich Daniel Schubart, der von 1763 bis 69 in diesem Schulgebäude unterrichtete. Heute ist dort der zweigruppige Evangelische Oberlin-Kindergarten untergebracht.
Weitere Kirchen in Geislingen sind die evangelische Pauluskirche von 1956, die evangelische Martinskirche Altenstadt von 1904 und die evangelische Markuskirche. Katholische Kirchen sind St. Sebastian von 1866, St. Maria Altenstadt von 1909 mit der Klemens-Maria-Hofbauer-Gedächtnisstätte und St. Johannes Baptist von 1969/70.
Stadtbildprägend sind auch die Kunstbauten der Eisenbahnstrecke Stuttgart—Ulm (Filstalbahn, Albaufstieg / Geislinger Steige).

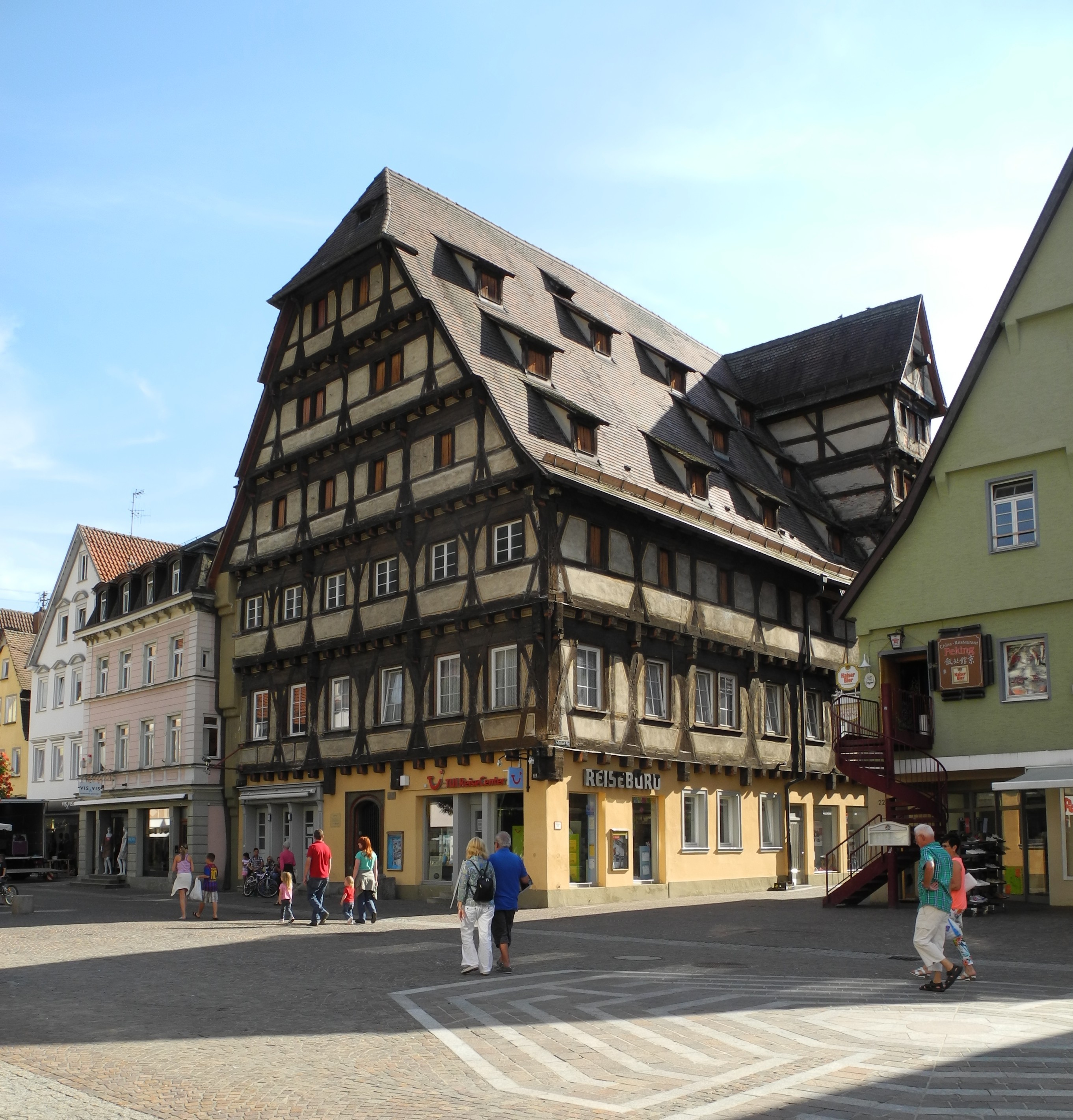
Alter Zoll
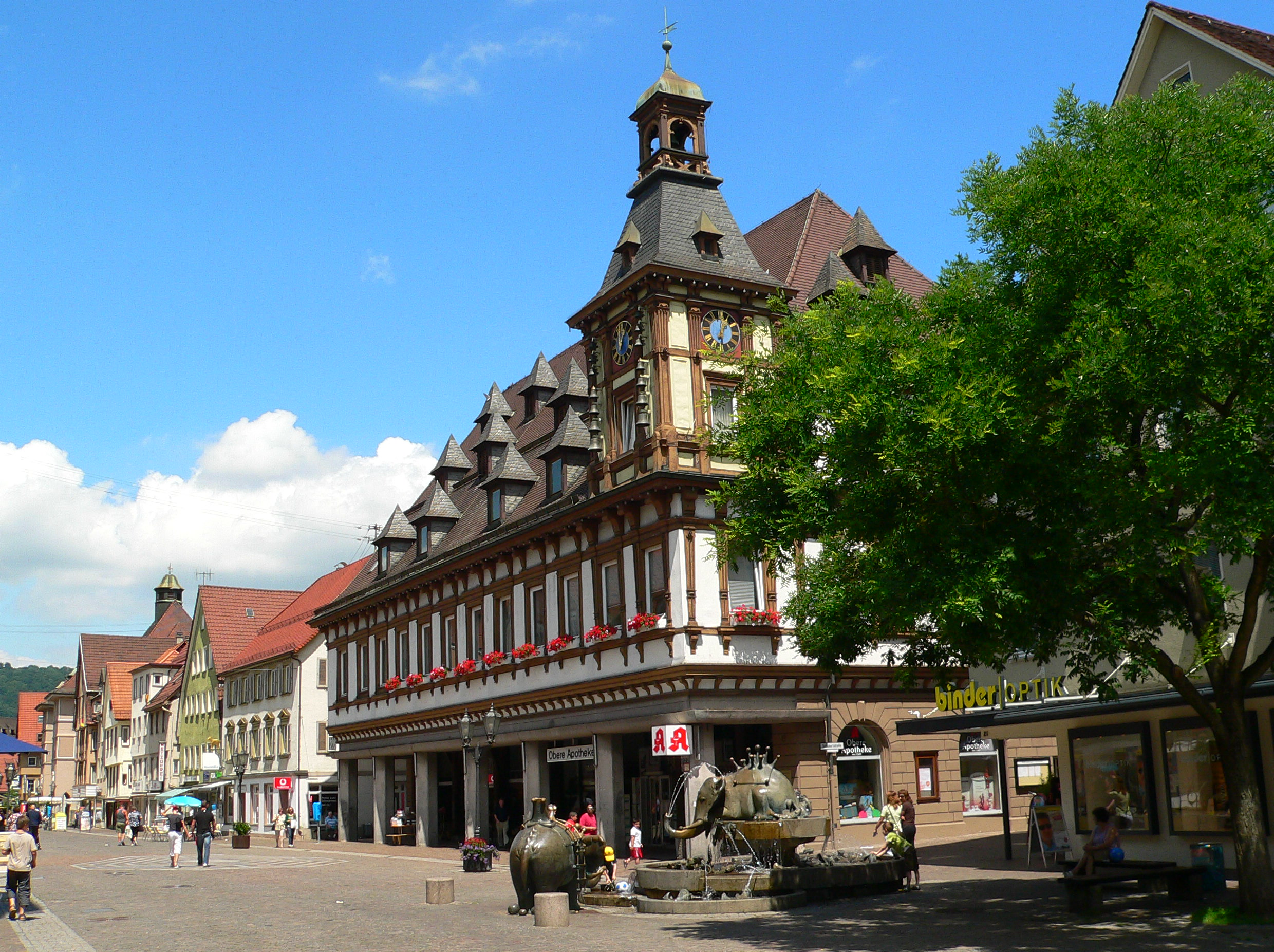
Altes Rathaus
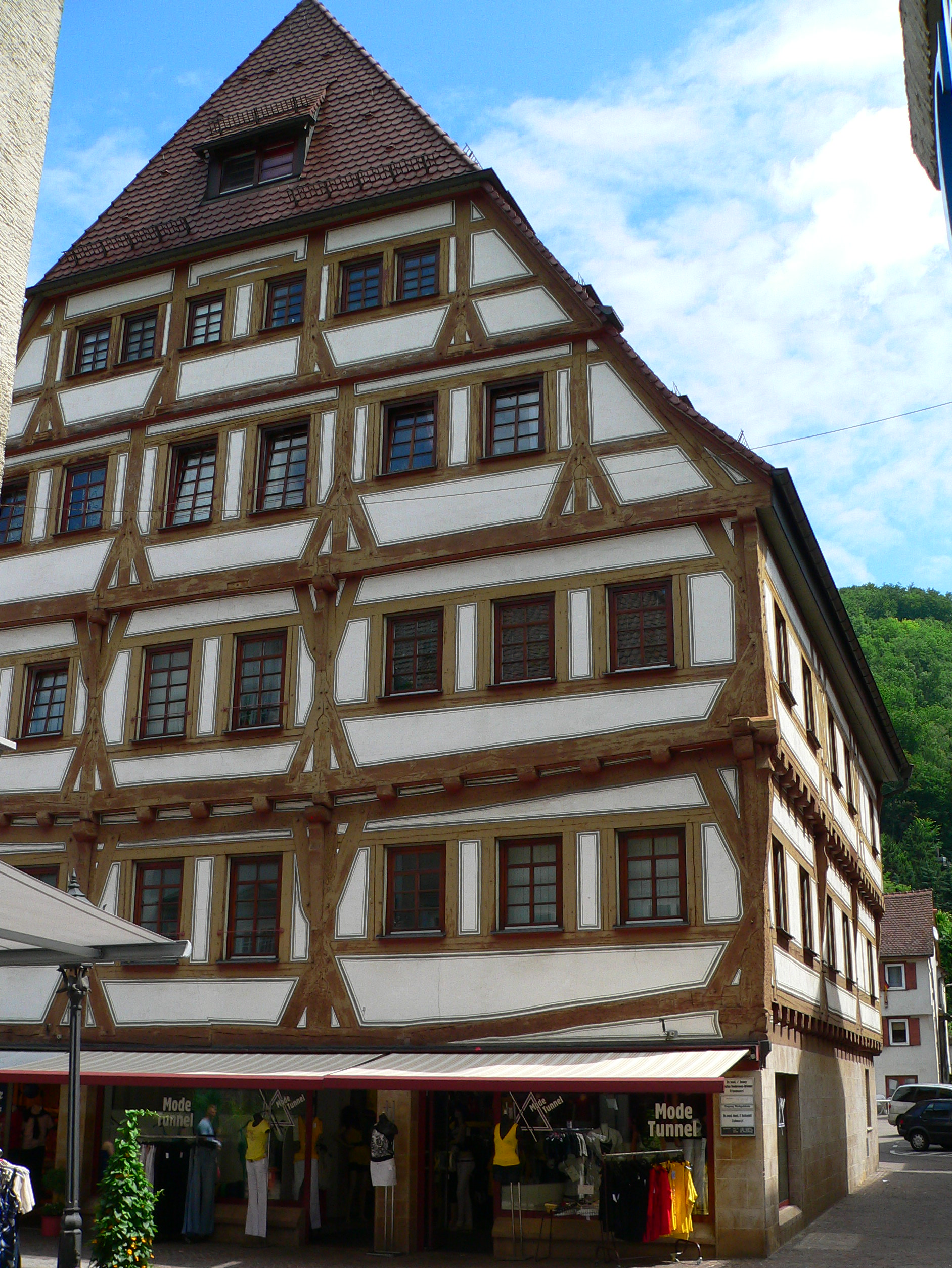
Bürgerhaus
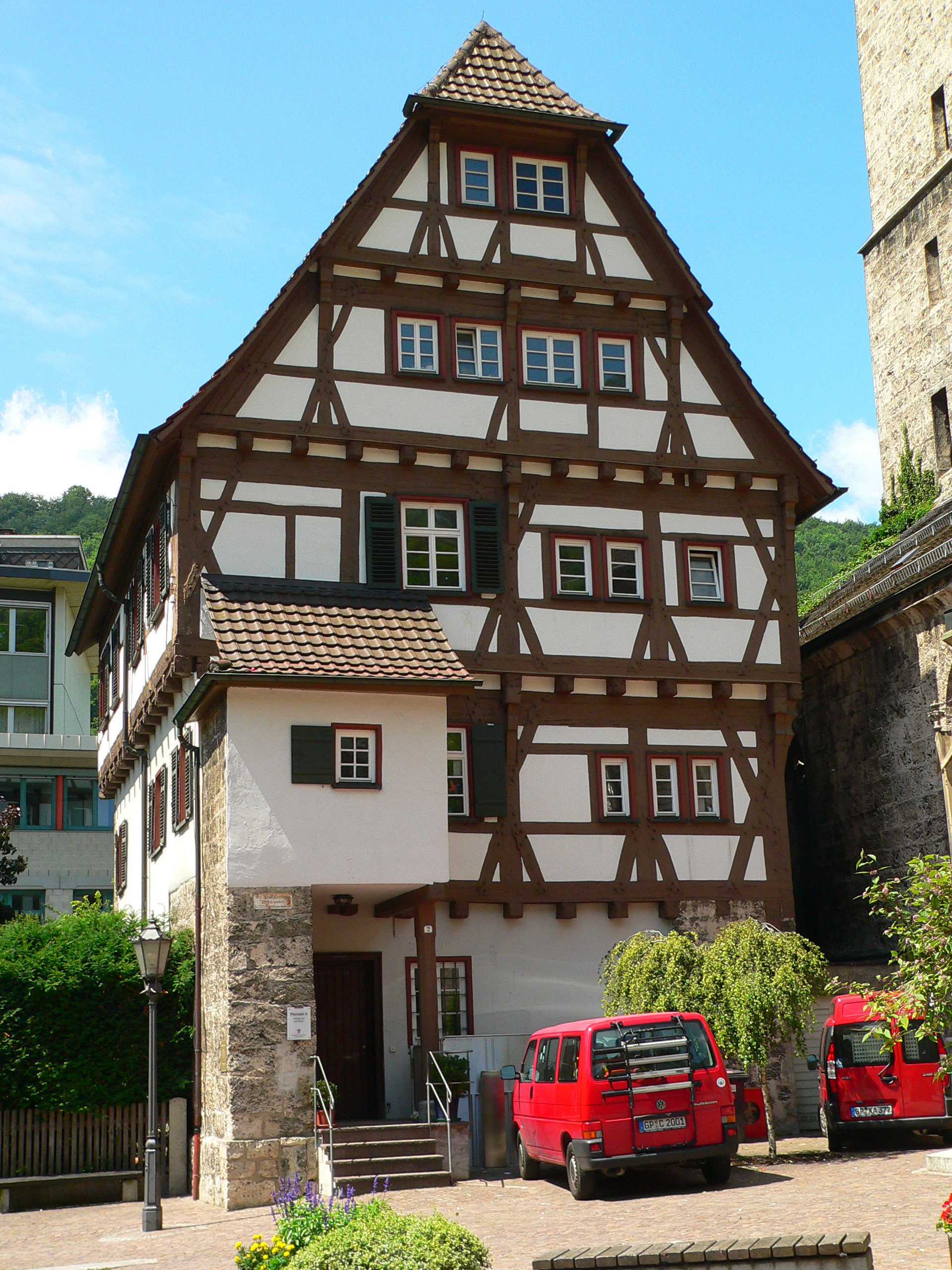
Evangelisches Pfarrhaus

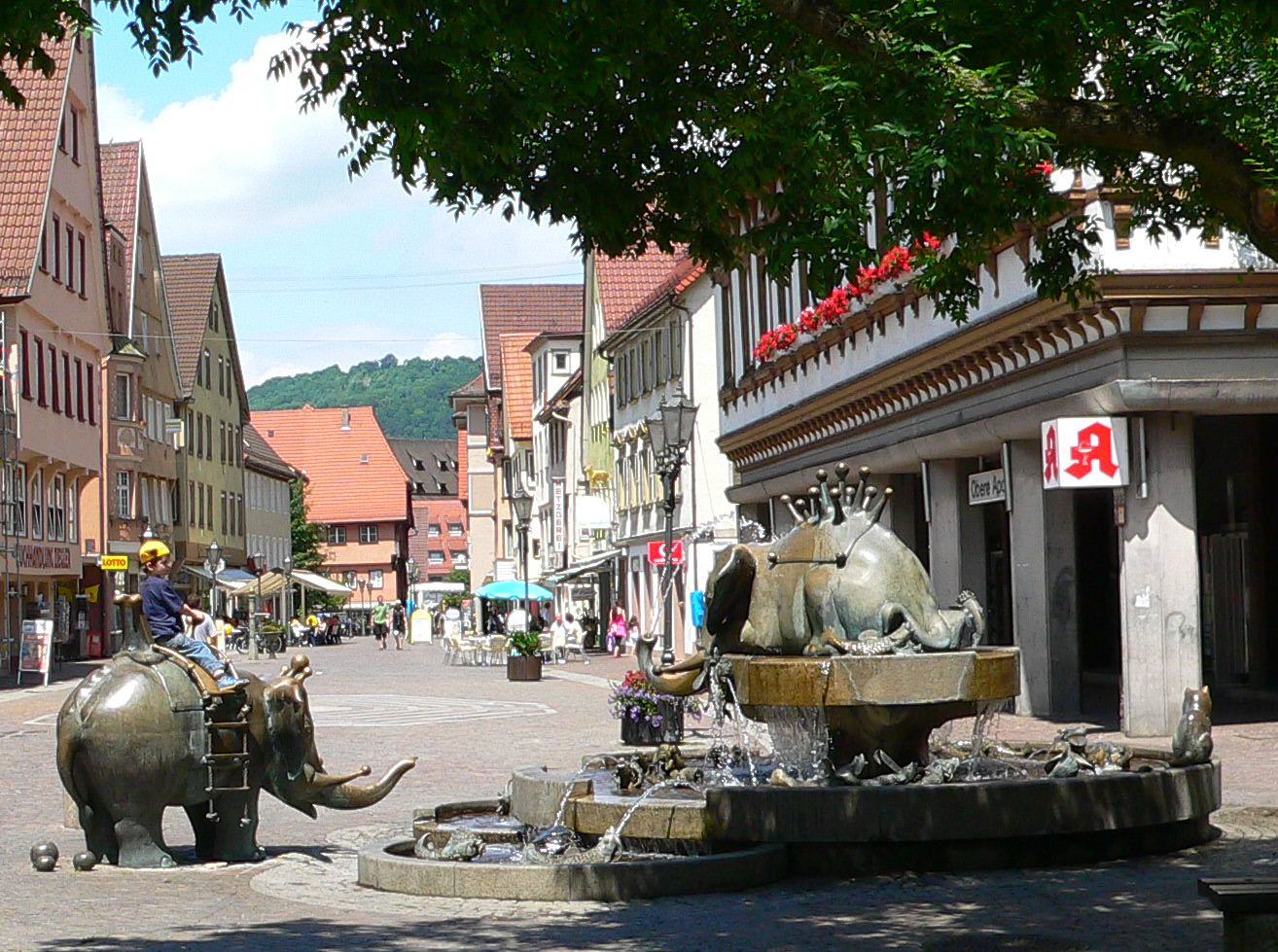
Forellenbrunnen neben dem Alten Rathaus

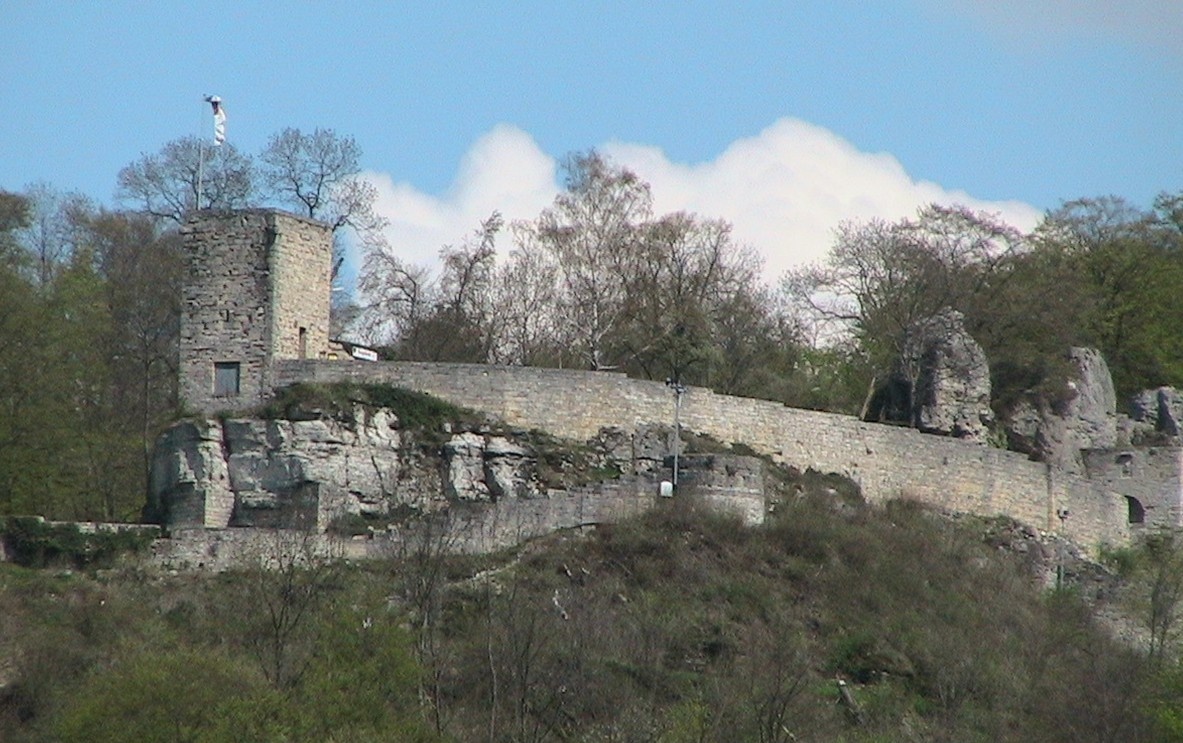
Burgruine Helfenstein

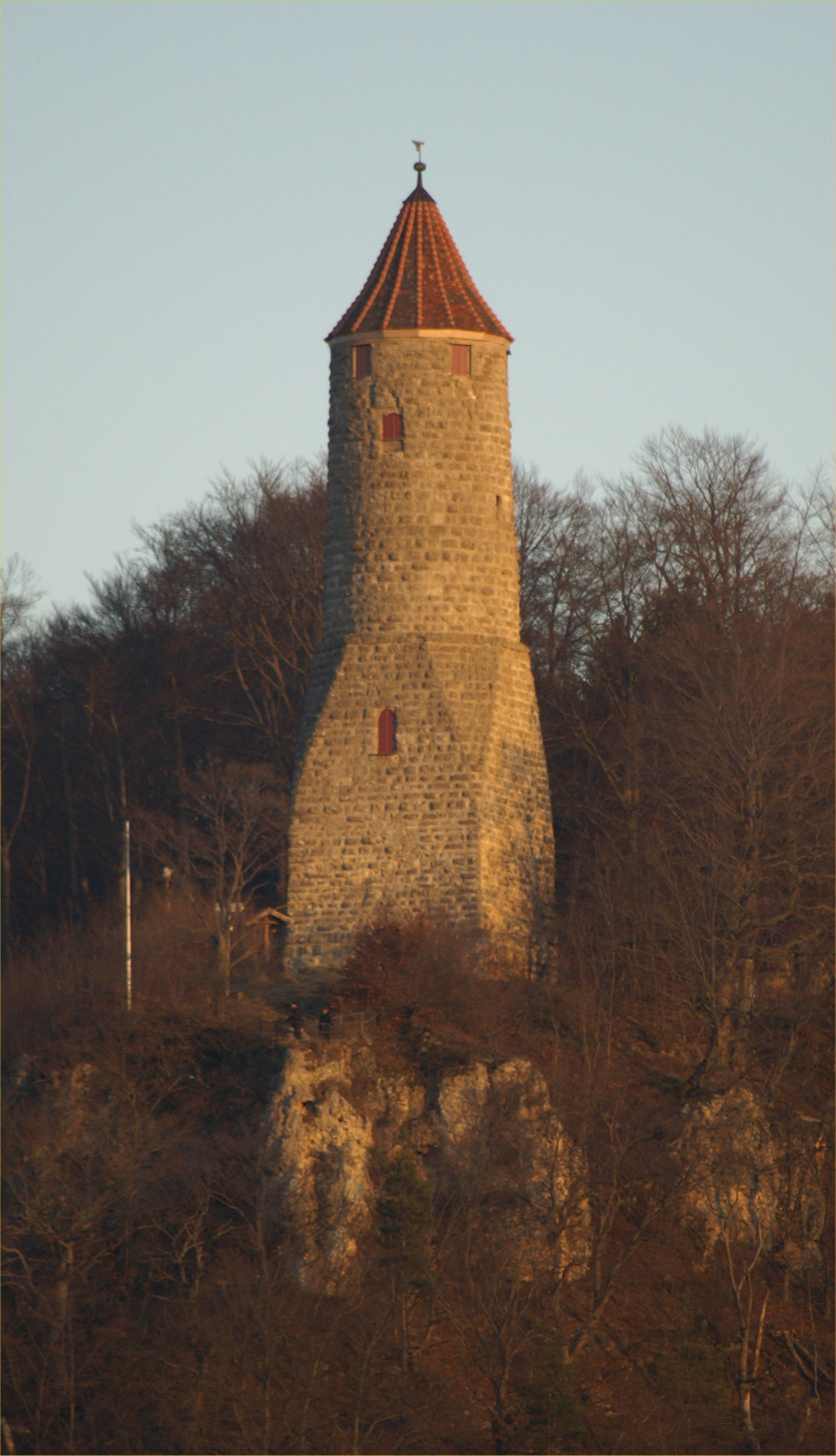
Ödenturm

Im Altstadtbereich liegen, vor allem in den rückwärtigen Bereichen, mehrere spätmittelalterliche Fachwerkbauten. Entlang der Hauptstraße waren die Bauten mit klassizistischen Fassaden versehen worden. Als Beispiele alamannischer Holzbauweise können heute aber noch gelten:
der Alte Zoll (von 1495) als Wohnhaus der Zollbeamten und als Fruchtkasten, gleich gegenüber das alte Rathaus (von 1422, später mehrfach umgebaut), das Bürgerhaus (erbaut 1453 bis 1456) und das Pfarrhaus neben der Stadtkirche. Interessant sind auch die Keller der Gebäude entlang der Hauptstraße. Viele dieser alten Keller sind miteinander verbunden.
In der Hauptstraße zwischen Altem Rathaus und Altem Zoll befindet sich in der Fußgängerzone der Forellenbrunnen, der von Gernot Rumpf 1981/1982 geschaffen wurde. Er soll als verbindendes Element zwischen alten Gebäuden und der modernen Stadt dienen. Der Elefant soll dabei auf den Grafen von Helfenstein – den Gründer der Stadt – und dessen Wappentier hindeuten und das Thema des Brunnens auf das Forellengedicht von Christian Friedrich Daniel Schubart.
Weitere Sehenswürdigkeiten im Außenbereich sind der Ödenturm, eines der Wahrzeichen der Stadt, das weithin sichtbare Ostlandkreuz, die Burgruine Helfenstein und der Waldlehrpfad, der dorthin führt.
Der Funkturm Aufhausen der Polizeidirektion Baden-Württemberg steht im Stadtteil Aufhausen. In Oberböhringen (Gemeinde Bad Überkingen), westlich von Geislingen, liegt der Sender Oberböhringen für UKW und TV des SWR.
Die Salzlagerhalle der Straßenmeisterei Geislingen an der B 10 wurde für ihre Architektur mehrfach ausgezeichnet.

### Naturdenkmäler
Östlich Geislingen liegt auf der Hochfläche der Schwäbischen Alb die Battenau, eine Karstsenke auf der Wasserscheide zwischen den Einzugsgebieten von Rhein und Donau.

### Vereine
Die Ortsgruppe Eybach des Schwäbischen Albvereins wurde im Jahr 2002 mit der Eichendorff-Plakette ausgezeichnet. Die Ortsgruppe betreibt auch die Eybacher Hütte.

### Sport
In Geislingen gibt es mehrere Sportvereine. Neben klassischen Turnvereinen spielt Hand- und Fußball eine Rolle. Die größten Sportvereine in Geislingen sind der TV Altenstadt, TG Geislingen, SC Geislingen, SV Altenstadt (Glück Auf), TKSV.
Der Turnverein Altenstadt ist einer der größten Vereine im Kreis Göppingen. Die Handball-Abteilung des TVA zeichnet sich durch durchgängige Jugendarbeit und enge Kooperation mit Schulen und der Gemeinde. Neben ca. 30 Abteilungen und Gruppen bietet der TVA auch eine eigene Kindersportschule (KISS).
Der SC Geislingen (SCG) ist der zweitgrößte Sportverein in Geislingen und hat 16 Abteilungen. Herausragend ist die Fußballabteilung, die einige Erfolge unter anderem im DFB-Pokal vorweisen kann. Sie schlug als aktueller WFV-Pokalsieger am 1. September 1984 in der 1. Runde den Hamburger SV, der im Vorjahr Europapokalsieger der Landesmeister war, mit 2:0, und erreichte das Achtelfinale. Des Weiteren verfügt der Verein über eine erfolgreiche Jugendarbeit und brachte spätere Bundesliga- und Nationalspieler hervor, darunter den früheren Bundestrainer Jürgen Klinsmann, Karl und Ralf Allgöwer, Klaus Perfetto, Rolf Baumann, Andreas Buck, Kai Oswald, Rüdiger Kauf, die alle entweder in einer Jugend- oder Aktivenmannschaft des Sportclubs spielten. Seit der Saison 2011/2012 spielt die Mannschaft in der Landesliga Württemberg.

### Fernsicht bis zu den Alpen
Die Geislinger Teilorte Aufhausen und Stötten bieten durch ihre Höhenlagen exponierte Aussichtspunkte. Bei günstigen Wetterlagen (an 5 bis 10 Tagen im Jahr, die beste Zeit ist der Januar) zeigt sich die Alpenkette von Stötten aus auf einer Länge von bis zu 200 Kilometern. Die Sicht reicht bis 220 Kilometer weit, vom Karwendel im Osten bis zu den Dreitausendern der Schweiz im Westen (Tödi 3620 m), im Süden bis zu einzelnen Gipfeln der Silvretta (Fluchthorn 3399 m). Es können mindestens sechs Dreitausender entdeckt werden.

### Besonderheiten
Durch das Kartenblatt 1:50000 L7324, Geislingen an der Steige, erlangte der Ort in den Geographischen Instituten deutscher Hochschulen besondere Bekanntheit. Im Fach „Karteninterpretation“ gehört das Blatt mit der eindrucksvollen Weißjura-Schichtstufe durch die Erläuterungen (z. B. von Hellmuth Schroeder-Lanz 1978) zu den Bekanntesten.

### Regelmäßige Veranstaltungen

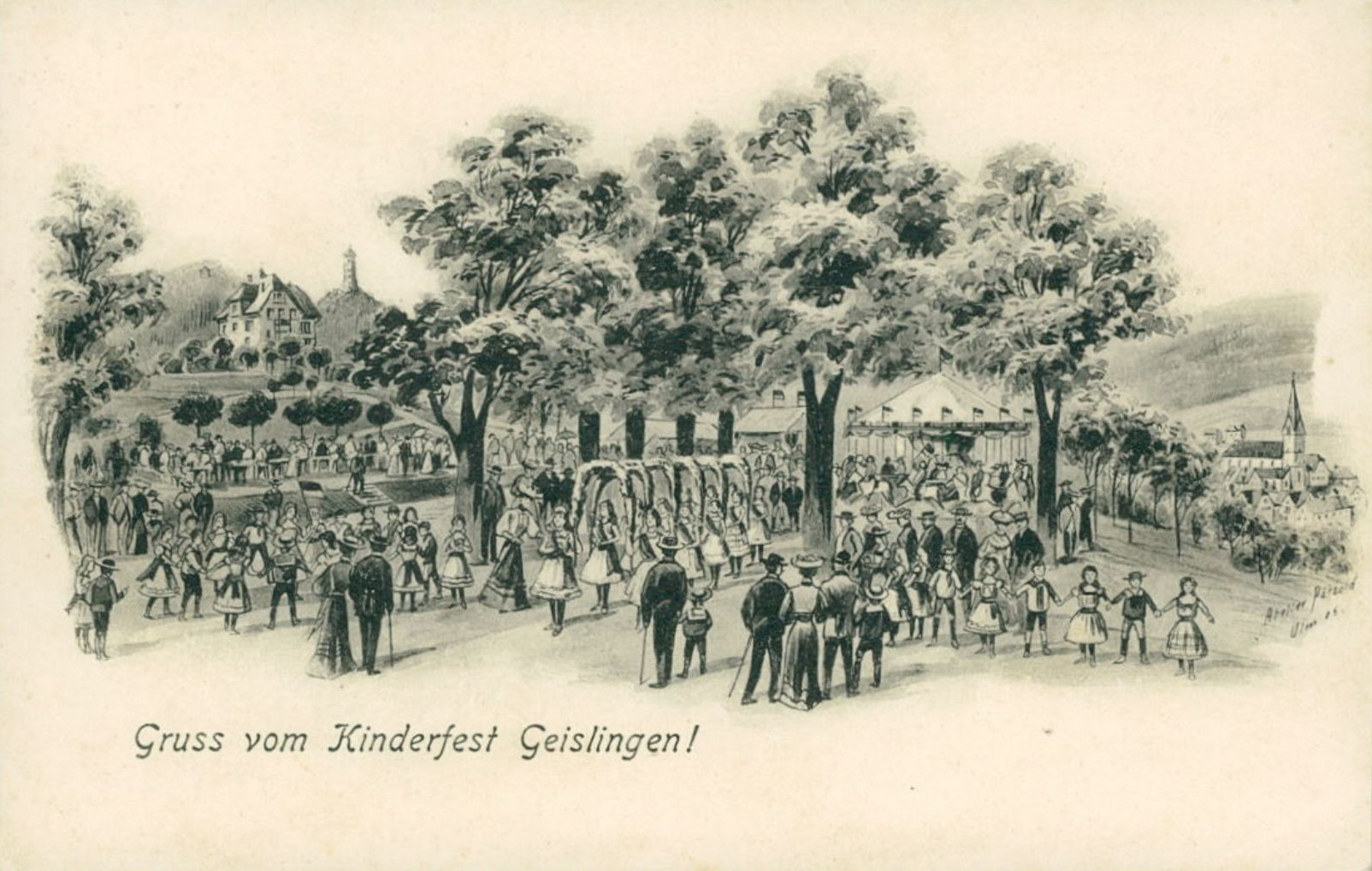
Kinderfest Geislingen, Ansichtskarte von 1905

Das Geislinger Kinderfest findet jährlich am Montag nach Jakobi (25. Juli) statt. Das aus einem Kirchweihfest hervorgegangene Kinderfest hat eine Tradition, die bis ins 15. Jahrhundert reicht. Der Festtag beginnt mit einem Festzug durch die Stadt. Spielangebote für Kinder bestimmen das Bild des Tags. Das Fest endet mit der „Stäffelespredigt“ vor der Stadtkirche. Inzwischen wird das Kinderfest als abschließender Teil des viertägigen Stadtfests (Freitag–Montag) gefeiert. An allen Tagen gibt es gastronomische und musikalische Angebote, der Sonntag wird als „Tag der Jugend“ begangen.

## Persönlichkeiten

### Ehrenbürger
Die Stadt Geislingen an der Steige hat folgenden Personen das Ehrenbürgerrecht verliehen:
- 1823: Kammerrat Seeger
- 1844: Jakob Friedrich Zeh, Oberamtspfleger
- 1910: Carl Haegele, Kommerzienrat
- 1926: Hugo Fahr, Kommerzienrat
- 1951: Georg Burkhardt, Studiendirektor
- 1962: Arthur Burkhardt, Vorstandsvorsitzender der Württembergischen Metallwarenfabrik WMF
- 1990: Heinrich Reinemer, Gemeinderat und Redaktionsleiter der Geislinger Zeitung
- 1991: Anton Ilg, MdL und Gemeinderat
- 2007: Eduard Mändle, ehemaliger Rektor der HfWU Nürtingen-Geislingen

Ehrenbürger der ehemaligen Gemeinde Waldhausen:
- 1911: Nikolaus Bantleon, Landtagsabgeordneter

### Söhne und Töchter der Stadt
- 1484, Jodokus Heß; † 23. September oder 3. November in Erfurt, Prior des Kartäuserordens und Schriftsteller
- 1599 im Stadtbezirk Eybach, Christoph Martin Freiherr von Degenfeld, bedeutender Feldherr
- 1735, 28. Februar, Johannes Nisle; † 10. April 1788 vermutlich in Sorau, Hornist
- 1744, 22. September, Raymund Dapp; † 1. März 1819 in Klein-Schönebeck bei Berlin, evangelischer Theologe und Pfarrer
- 1800, 7. März, Eduard Mauch; † 21. Februar 1874 in Ulm, Zeichner, Lithograf, Zeichenlehrer und Kunsthistoriker
- 1805, 6. Mai, Michael Knoll; † 29. Juni 1852, Eisenbahningenieur, Oberbaurat, Erbauer der Geislinger Steige
- 1809, 26. März, Karl Hermann von Hörner, geboren in Eybach; † 26. Januar 1880 in Cannstatt, württembergischer Oberamtmann und Landtagsabgeordneter
- 1814, 6. Februar, Johann Adä; † 6. August 1899, Arzt und Reichstagsabgeordneter
- 1815, 1. Juli, Daniel Straub, Unternehmer und Begründer der heutigen Württembergischen Metallwarenfabrik
- 1822, 30. Dezember, Eduard von Faber; † 18. Januar 1907 in Stuttgart, geboren in Altenstadt, Justizminister im Königreich Württemberg
- 1836, 24. November, Paul Schott; † 27. Februar 1907 in Stuttgart, Verwaltungsbeamter
- 1838, 1. Januar, Kurt von Degenfeld-Schonburg, geboren in Eybach; † 11. Mai 1888 in Stuttgart, württembergischer Landtagsabgeordneter
- 1838, Heinrich Straub; † 1876, Metallwarenfabrikant
- 1838, 3. Juli, Adolf von Miller; † 1913 in Stuttgart, Richter
- 1839, 16. November, Franz Ruisinger; † nach 1902, württembergischer Oberamtmann
- 1842, 10. Juni, Johannes Schmid; † 25. Dezember 1923 in Tübingen, Apotheker
- 1855, 11. März, Albert von Beger; † 14. August 1921 in Stuttgart, Staatsbaubeamter und Architekt
- 1860, 21. Juni, Eduard Lamparter; † 24. Februar 1945, evangelischer Theologe und Politiker
- 1866, 20. Februar, Eugen Friedel; † 17. Juli 1922 in Stuttgart, Verwaltungsjurist
- 1870, 2. März, Albert Fauth im Stadtteil Eybach; † 2. Juni 1931 in Pforzheim, Lehrer und Dirigent
- 1872, 17. Mai, Peter Goessler; † 12. März 1956 in Tübingen, Archäologe und Denkmalpfleger
- 1876, 4. Oktober, Albert Billian; † 1954 in München, Politiker (SPD), Reichstagsabgeordneter
- 1888, 30. Juni, Karl Schäfer; † 9. Januar 1957 in Göppingen, Maler, Grafiker und Bildhauer
- 1891, 18. April, Karl Fezer; † 13. Januar 1960 in Stuttgart, evangelischer Theologe
- 1897, 5. Januar, Siegfried Gmelin; † 18. März 1976 in Salzburg; Begründer des Bausparwesens in Österreich
- 1897, 23. Februar, Hans Väth; † 5. März 1950 in Gelsenkirchen; Industriearchitekt der Mannesmannröhren-Werke
- 1901, 20. Mai, Paul Moser; † 18. Oktober 1970 in Kißlegg; Lehrer, Liedersammler, Volkskundler und Schriftsteller
- 1906, 26. September, Franz Ruisinger; † 2007; Jurist
- 1913, 1. Juli im Stadtteil Altenstadt, Helmut Claß; † 4. November 1998 in Nagold-Pfrondorf, evangelischer Theologe und ehemaliger Landesbischof der Evangelischen Landeskirche in Württemberg
- 1914, 8. Juli, Benedicta Maria Kempner; † 4. Mai 1982, Soziologin und Publizistin
- 1919, 30. März, Anton Ilg; † 19. März 1995 in Göppingen, Politiker (CDU), Landtagsabgeordneter
- 1929, 22. September, Martin Striebel; † 4. November 2008 in Göppingen, Kirchenmusiker, Kirchenliederdichter, Chorleiter und Pfarrer
- 1929, 30. November, Peter Krieger; † 1981, Fußballspieler
- 1934, 14. Januar, Manfred Oechsle, Landrat in Münsingen und Oberbürgermeister in Reutlingen
- 1934, 31. Dezember, Hanspaul Hagenmaier; † 13. März 2013, Hochschullehrer und Forscher
- 1936, 11. Februar, Eduard Mändle; † 21. Dezember 2013 in Geislingen, Wirtschaftswissenschaftler, Rektor der Hochschule für Wirtschaft und Umwelt Nürtingen-Geislingen (HfWU)
- 1938, 15. September, Christian Eggers, Christian Eggers; † 10. Januar 2020, Kinder- und Jugendpsychiater, Hochschullehrer in Essen sowie Facharzt für Kinderheilkunde
- 1940, 19. April, Eberhard Leibing, politischer Beamter
- 1941, 11. April, Werner Mühlbauer, Ingenieur und Landtechniker, Professor an der Universität Hohenheim
- 1942, 28. November, Hans Peter Rehm, Schachkomponist und Großmeister für Schachkomposition
- 1944, 3. August, Roland Bock, Ringer
- 1944, 12. November, Ursula Redepenning; † 22. Juni 2019, Politikerin (FDP)
- 1945, 10. April, Karl Ulrich Mayer, Soziologe, Universitätsprofessor und Präsident der Leibniz-Gemeinschaft
- 1945, 10. Juni, Dieter Breitschwerdt, Künstler
- 1947, 27. Dezember, Karl Kurbel, Wirtschaftsinformatiker
- 1951, 8. August, Manfred Bomm, Journalist und Schriftsteller. Seine Kriminalromane spielen in der Geislinger Umgebung
- 1952, 16. Dezember, Peter Hofelich, Mitglied des Landtages von Baden-Württemberg (SPD)
- 1953, 17. Oktober, Helmut Maier, Mathematiker und Hochschullehrer
- 1956, 8. Februar, Bernhard Ilg, Oberbürgermeister der Stadt Heidenheim (CDU)
- 1956, 6. August, Wolfgang Schmid, Mathematiker und Hochschullehrer
- 1957, 5. Januar, Karl Allgöwer, Fußballspieler
- 1957, 6. Mai, Ute Wardenga, Geographin
- 1958, 6. März, Bärbel Schäfer, Juristin, Regierungspräsidentin des Regierungsbezirks Freiburg
- 1959, 22. August, Gisela Matthiae, Theologin, Theaterpädagogin und Clownin
- 1959, Helmut Krasser, Altphilologe und Hochschullehrer
- 1962, 2. Mai, Felix Neumann, Diplomat
- 1962, 3. Juli, Brigitte Lösch, Politikerin (Bündnis 90/Die Grünen)
- 1963, Hans-Jörg Henle, Oberbürgermeister in Leutkirch im Allgäu
- 1964, 4. April, Ralf Allgöwer, Fußballspieler
- 1965, Marc Carel Schurr, Kunsthistoriker
- 1966, 16. Mai, Martina Brandl, Kabarettistin, Schriftstellerin und Sängerin
- 1967, 21. Februar, Stephan Haisch, Konteradmiral
- 1967, 17. November, Markus Mändle, Wirtschaftswissenschaftler
- 1967, 29. Dezember, Andreas Buck, Fußballspieler
- 1968, Andreas Frey, Wirtschaftswissenschaftler, Rektor der Hochschule für Wirtschaft und Umwelt Nürtingen-Geislingen
- 1969, 17. August, Markus Gisdol, Fußballtrainer und ehemaliger Fußballspieler
- 1969, 20. September, Frank Schweizer, Philosoph, Kritiker, Fantasy- und Sachbuchautor
- 1972, 22. Dezember, Michael Huber, Mathematiker und Informatiker
- 1973, Frank Dehmer, Oberbürgermeister von Geislingen
- 1973, 2. März, Thorsten Probost, Koch
- 1975, 13. November, André Bühler, Wirtschaftswissenschaftler
- 1977, 29. November, Kai Oswald, Fußballspieler und Trainer
- 1981, 13. April, Ludwig Heer, Koch
- 1982, 18. August, Katja Sieder, Schauspielerin
- 1983, 30. Januar, Ignazio Ceffalia, Oberbürgermeister von Geislingen
- 1983, 4. März, Sascha Binder, Politiker (SPD)
- 1983, 14. Oktober, Alexander Straub, Stabhochspringer
- 1985, 24. Juni, Tobee, Partyschlagersänger
- 1997, 15. Februar, Kai Wagner, Fußballspieler
- 2000, 1. März, Nicolas Knoblauch, Schriftsteller
- 2001, 26. Januar, Dennis Landgraf, Politiker (Tierschutzpartei)

### Weitere Persönlichkeiten

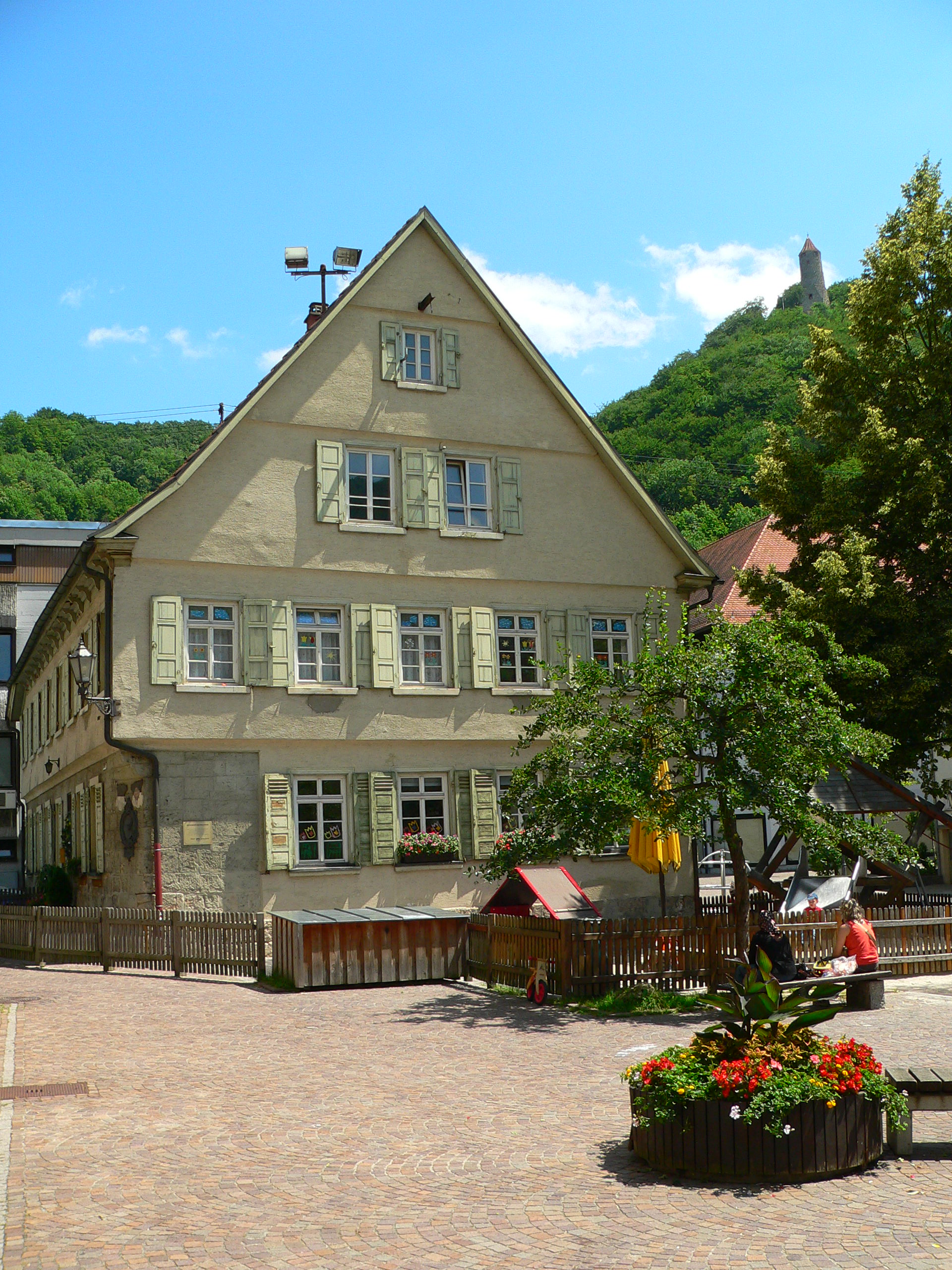
Das Schubart-Schulhaus, in dem Schubart von 1763 bis 1769 unterrichtet hat

- Christian Friedrich Daniel Schubart (1739–1791) lebte von 1763 bis 1769 in Geislingen.
- Wolfgang Thomas Rau (1721–1772) war von 1747 bis 1772 Amtsarzt in Geislingen.
- Maximilian Betzler (1891–1988), Generalveterinär, als Regierungs-Veterinärrat in Geislingen wohnhaft und dort verstorben
- Peter Giebler (* 1940), Kommunalpolitiker, Kämmerer von Geislingen
- Jürgen Klinsmann (* 1964) ist im nahen Gingen an der Fils aufgewachsen und hat als Kind und Jugendlicher beim Sportclub Geislingen das Fußballspielen erlernt. Dort war er von 1974 bis 1978 (im Alter von 10 bis 14 Jahren). Mit seiner Mannschaft wurde er als 14-jähriger Mittelstürmer und Spielführer im Jahre 1978 C-Jugend-Bezirksmeister.